# Montpon-Ménestérol
Pour l’article ayant un titre homophone, voir Montpont.
Montpon-Ménestérol est une commune française située dans le département de la Dordogne, en région Nouvelle-Aquitaine. De 1790 à 2015, la commune a été le chef-lieu du canton de Montpon-Ménestérol, puis en 2015, devient son bureau centralisateur.

## Géographie

### Généralités

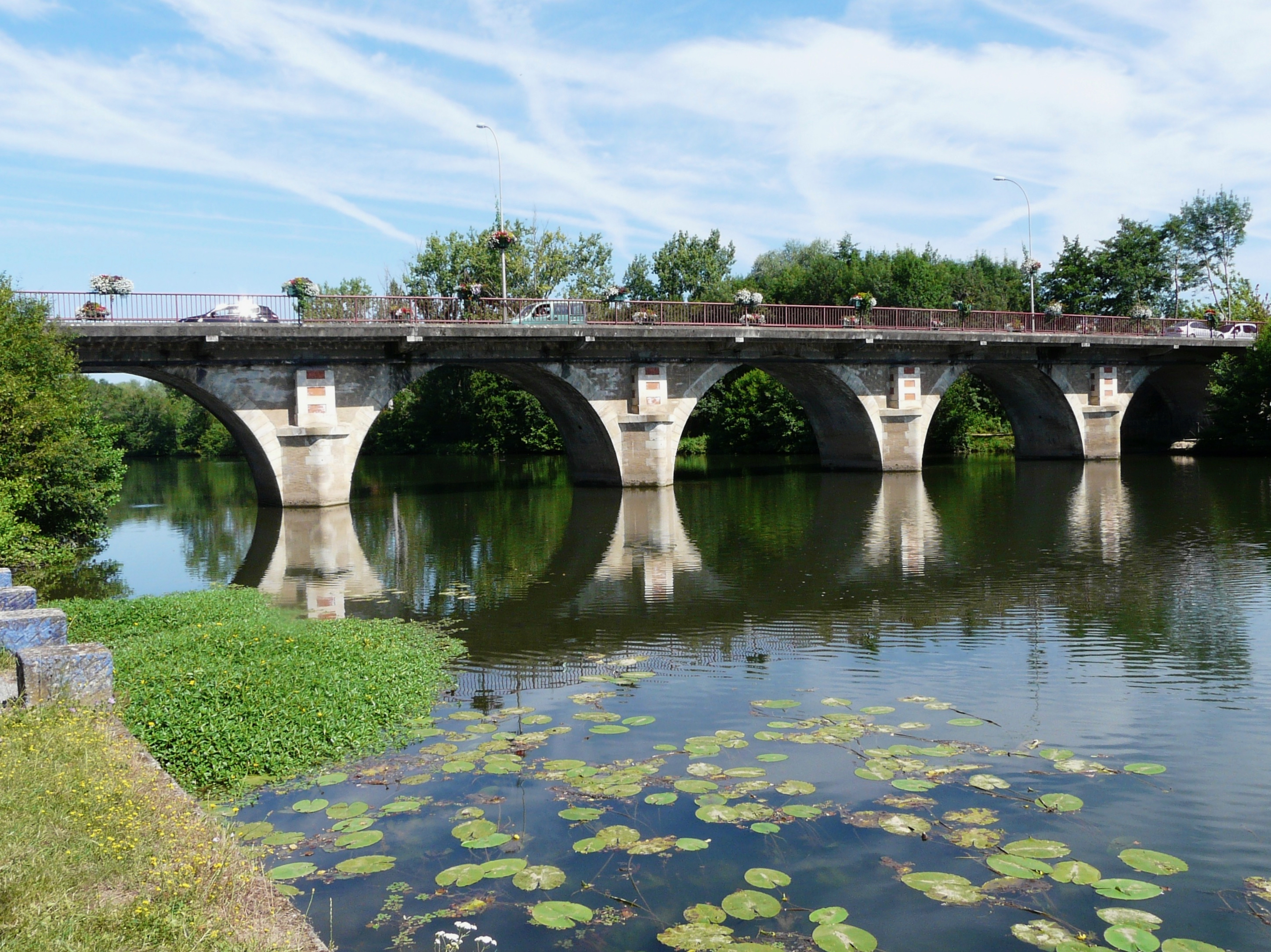
Le pont de la RD 708 sur l'Isle.

Montpon-Ménestérol est une commune urbaine, ville-centre de l'unité urbaine de Montpon-Ménestérol et de son aire d'attraction, zonage d’étude défini par l'Insee, qui a remplacé en 2020 l'aire urbaine de Montpon-Ménestérol qui incluait la commune. Toute une partie nord du territoire communal se trouve en zone boisée, en forêt de la Double. Elle est arrosée par la Duche et par son affluent la Petite Duche.
En rive gauche de l'Isle, la ville de Montpon-Ménestérol est traversée par la route départementale (RD) 6089 et la ligne ferroviaire Bordeaux - Périgueux, avec la gare de Montpon-Ménestérol. Elle se situe, en distances orthodromiques, seize kilomètres à l'ouest de Mussidan et dix-huit kilomètres au nord de Sainte-Foy-la-Grande.
Le territoire communal est également desservi par l'autoroute A89 avec l'échangeur no 12 implanté à moins de trois kilomètres du centre-ville. De plus, Montpon-Ménestérol est desservie par plusieurs autres routes départementales : RD 3, 9, 11, 708 et 730.
Entre Saint-Martial-d'Artenset et Saint-Martin-de-Gurson, le sentier de grande randonnée 646 traverse le territoire communal du sud-est au sud-ouest sur environ huit kilomètres, passant par le centre-ville.

### Communes limitrophes
Montpon-Ménestérol est limitrophe de huit autres communes.
Les communes limitrophes sont Saint-Barthélemy-de-Bellegarde, Eygurande-et-Gardedeuil, Ménesplet, Le Pizou, Saint-Martin-de-Gurson, Saint-Rémy, Saint-Laurent-des-Hommes et Saint-Martial-d'Artenset.
| Eygurande-et-Gardedeuil | Saint-Barthélemy-de-Bellegarde | Saint-Laurent-des-Hommes |
| Le Pizou, Ménesplet     | Montpon-Ménestérol             | Saint-Martial-d'Artenset |
| Saint-Martin-de-Gurson  | Saint-Rémy                     |                          |

### Géologie et relief

#### Géologie
Situé sur la plaque nord du Bassin aquitain et bordé à son extrémité nord-est par une frange du Massif central, le département de la Dordogne présente une grande diversité géologique. Les terrains sont disposés en profondeur en strates régulières, témoins d'une sédimentation sur cette ancienne plate-forme marine. Le département peut ainsi être découpé sur le plan géologique en quatre gradins différenciés selon leur âge géologique. Montpon-Ménestérol est située dans le quatrième gradin à partir du nord-est, un plateau formé de dépôts siliceux-gréseux et de calcaires lacustres de l'ère tertiaire.
Les couches affleurantes sur le territoire communal sont constituées de formations superficielles du Quaternaire et de roches sédimentaires datant du Cénozoïque. La formation la plus ancienne, notée e6-7, se compose d'argiles à Palaeotherium, des argiles carbonatées silteuses versicolores à niveaux sableux (Bartonien supérieur à Priabonien inférieur continental). La formation la plus récente, notée CFp, fait partie des formations superficielles de type colluvions indifférenciées de versant, de vallon et plateaux issues d'alluvions, molasses, altérites. Le descriptif de ces couches est détaillé dans  les feuilles « no 781 - Montpon-Ménestérol » et « no 805 - Sainte-Foy-la-Grande » de la carte géologique au 1/50 000 de la France métropolitaine, et leurs notices associées,.

Carte géologique de Montpon-Ménestérol.

#### Relief et paysages

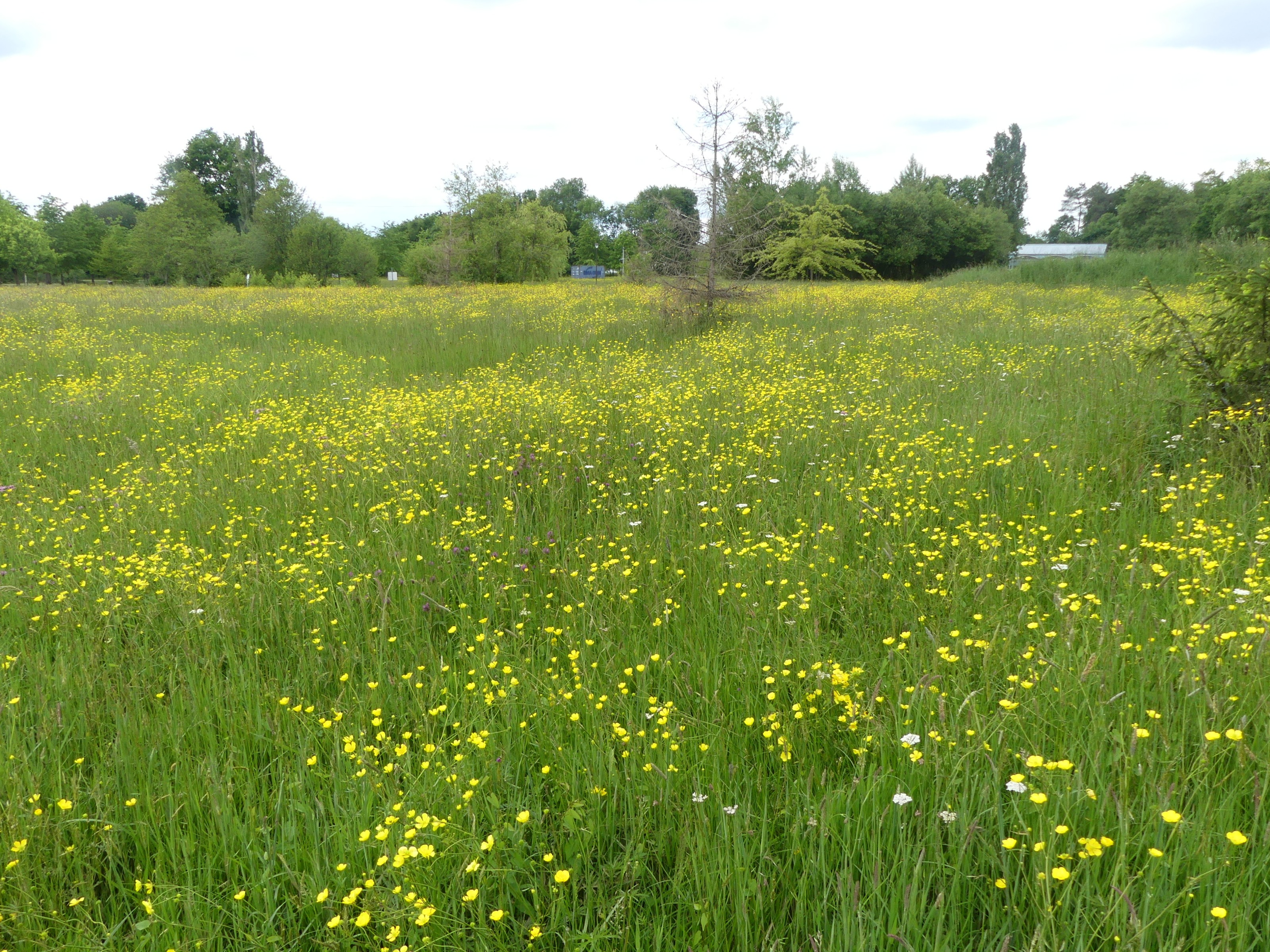
Paysage de la base nautique de Chandos.

Le département de la Dordogne se présente comme un vaste plateau incliné du nord-est (491 m, à la forêt de Vieillecour dans le Nontronnais, à Saint-Pierre-de-Frugie) au sud-ouest (2 m à Lamothe-Montravel). L'altitude du territoire communal varie quant à elle entre 22 mètres, au lieu-dit les Grandes Pièces, là où l'Isle quitte la commune et sert de limite entre Ménesplet et Le Pizou, et 130 ou 131 mètres,, au Pey Chalud, dans le sud du territoire communal.
Dans le cadre de la Convention européenne du paysage entrée en vigueur en France le 1er juillet 2006, renforcée par la loi du 8 août 2016 pour la reconquête de la biodiversité, de la nature et des paysages, un atlas des paysages de la Dordogne a été élaboré sous maîtrise d’ouvrage de l’État et publié en octobre 2020. Les paysages du département s'organisent en huit unités paysagères,. La commune est dans l'unité paysagère de la « Vallée de l'Isle », qui présente un profil contrasté : une vallée relativement encaissée, aux coteaux affirmés, dominant le fond de vallée de 60 à 80 m en amont de Mussidan, une vallée plus élargie en aval avec un fond de vallée plat, large de 1,5 à 2 km. À la fois agricole et urbanisée, elle est parcourue par de nombreuses voies de communication,.
La superficie cadastrale de la commune publiée par l'Insee, qui sert de référence dans toutes les statistiques, est de 46,34 km2,,. La superficie géographique, issue de la BD Topo, composante du Référentiel à grande échelle produit par l'IGN, est quant à elle de 46,66 km2.

### Hydrographie

#### Réseau hydrographique
La commune est située dans le bassin de la Dordogne au sein du Bassin Adour-Garonne. Elle est drainée par l'Isle, la Duche, la Petite Duche, le ruisseau de Babiol, le ruisseau de Boutouyre, le Cussonna, et par divers petits cours d'eau, qui constituent un réseau hydrographique d'environ 70 km de longueur totale,.
L'Isle, d'une longueur totale de 255,29 km, prend sa source dans la Haute-Vienne dans la commune de Janailhac et se jette dans la Dordogne — dont elle est le principal affluent — en rive droite face à Arveyres, en limite de Fronsac et de Libourne,. Elle traverse la commune d'est en ouest sur quatorze kilomètres, servant de limite naturelle sur près de neuf kilomètres, en deux tronçons, face à Saint-Martial-d'Artenset et Ménesplet.
Son affluent de rive droite le Babiol borde la commune au nord-est sur trois kilomètres et demi, face à Saint-Laurent-des-Hommes.
La Duche, d'une longueur totale de 24,59 km, prend sa source dans la commune d'Échourgnac et se jette dans l'Isle en rive droite en limite de Montpon-Ménestérol et du Pizou, face à Ménesplet,. Elle arrose la commune du nord à l'ouest sur treize kilomètres, dont cinq bordent la commune en deux tronçons, face à Saint-Barthélemy-de-Bellegarde, Eygurande-et-Gardedeuil et Le Pizou.
La Petite Duche, d'une longueur totale de 16,48 km, prend sa source dans la commune de Servanches et se jette dans la Duche en rive droite, en limite de Montpon-Ménestérol et d'Eygurande-et-Gardedeuil,. Elle sert de limite naturelle à la commune au nord-ouest sur plus de deux kilomètres et demi, face à Eygurande-et-Gardedeuil.
Deux affluents de rive gauche de l'Isle baignent la commune : le ruisseau de Boutouyre sur plus de 500 mètres à l'est et le Cussonna qui prend sa source dans le sud du territoire communal qu'il arrose sur cinq kilomètres.
Sur des bras de dérivation de l'Isle, trois écluses sont situées sur le territoire communal : d'amont vers l'aval, la no 13 de Chandos, la no 12 de Ménestérol et la no 10 de Ménesplet.

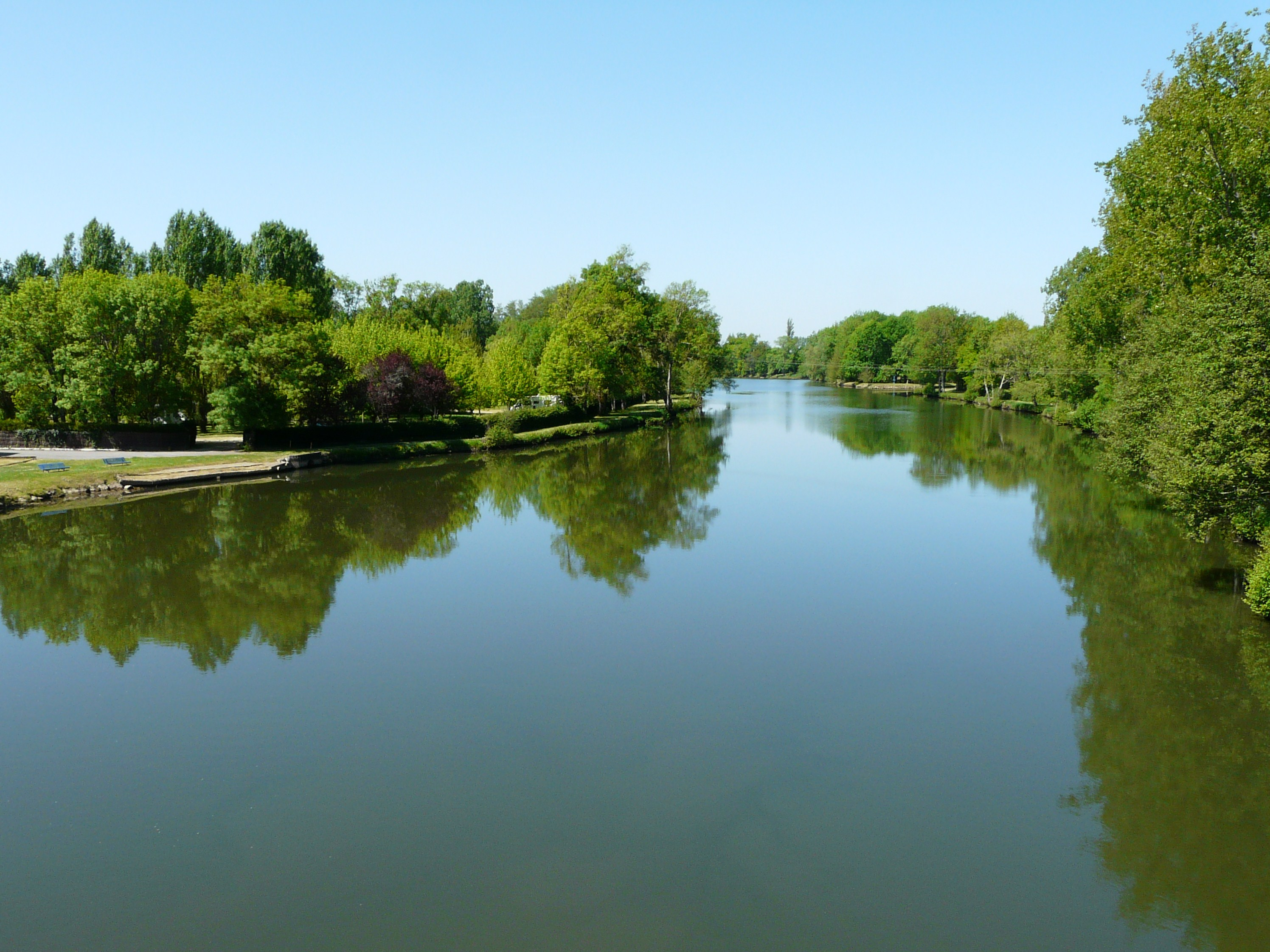
L'Isle au pont de la RD 708.
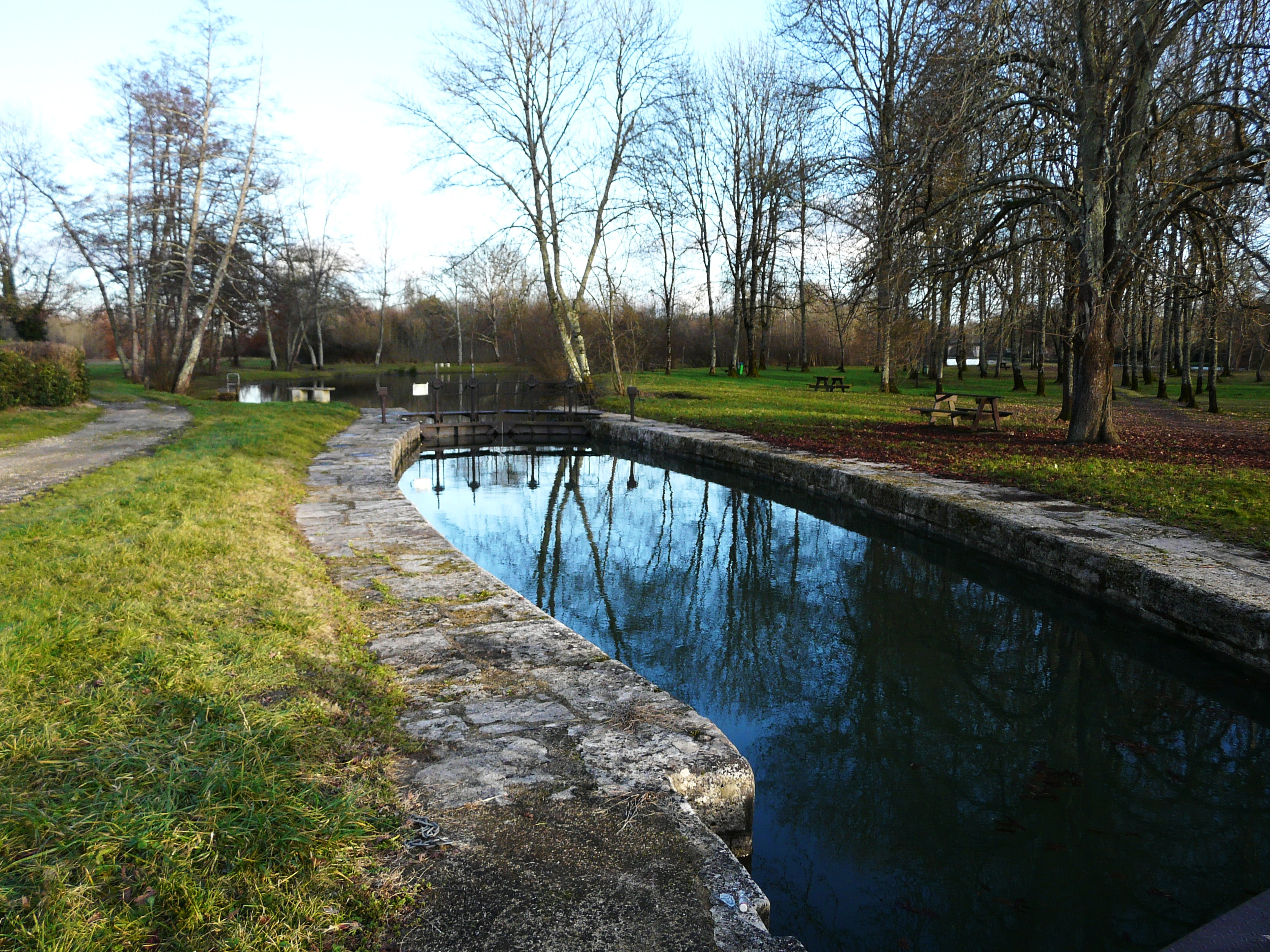
L'écluse de Ménestérol.
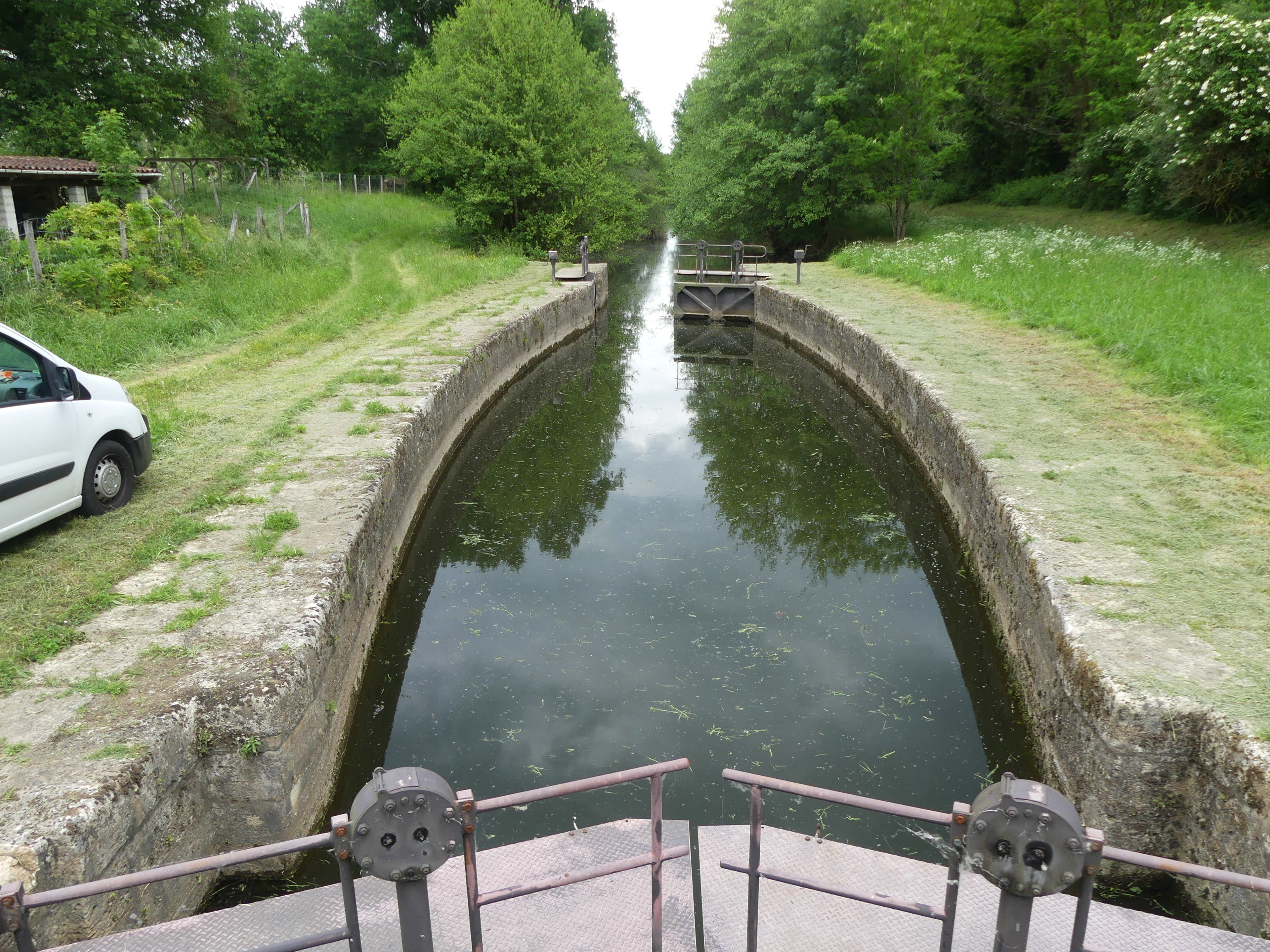
L'écluse de Ménesplet, sur le territoire de Montpon-Ménestérol.
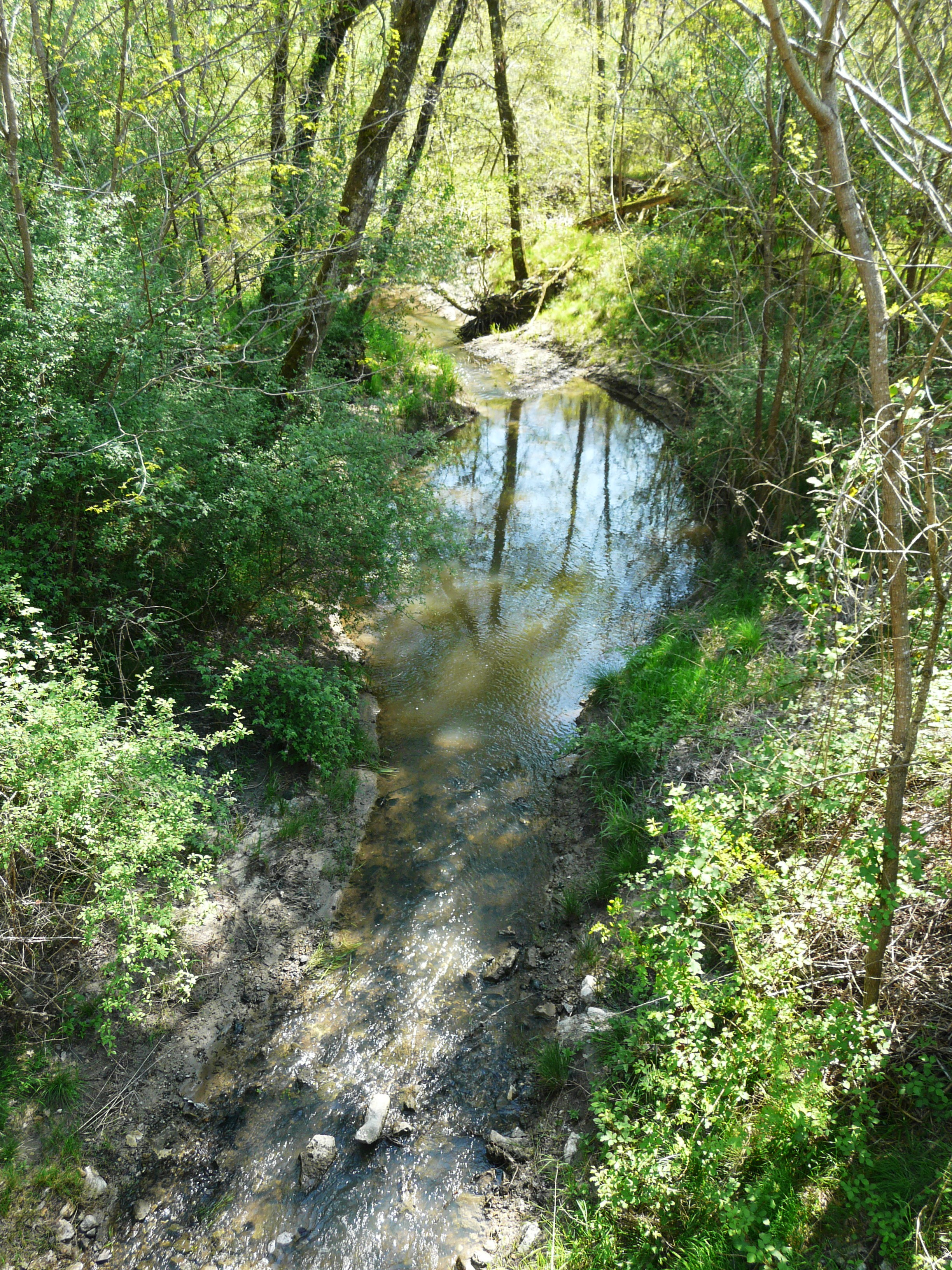
La Duche au pont de la RD 730.
Réseaux hydrographique et routier de Montpon-Ménestérol.
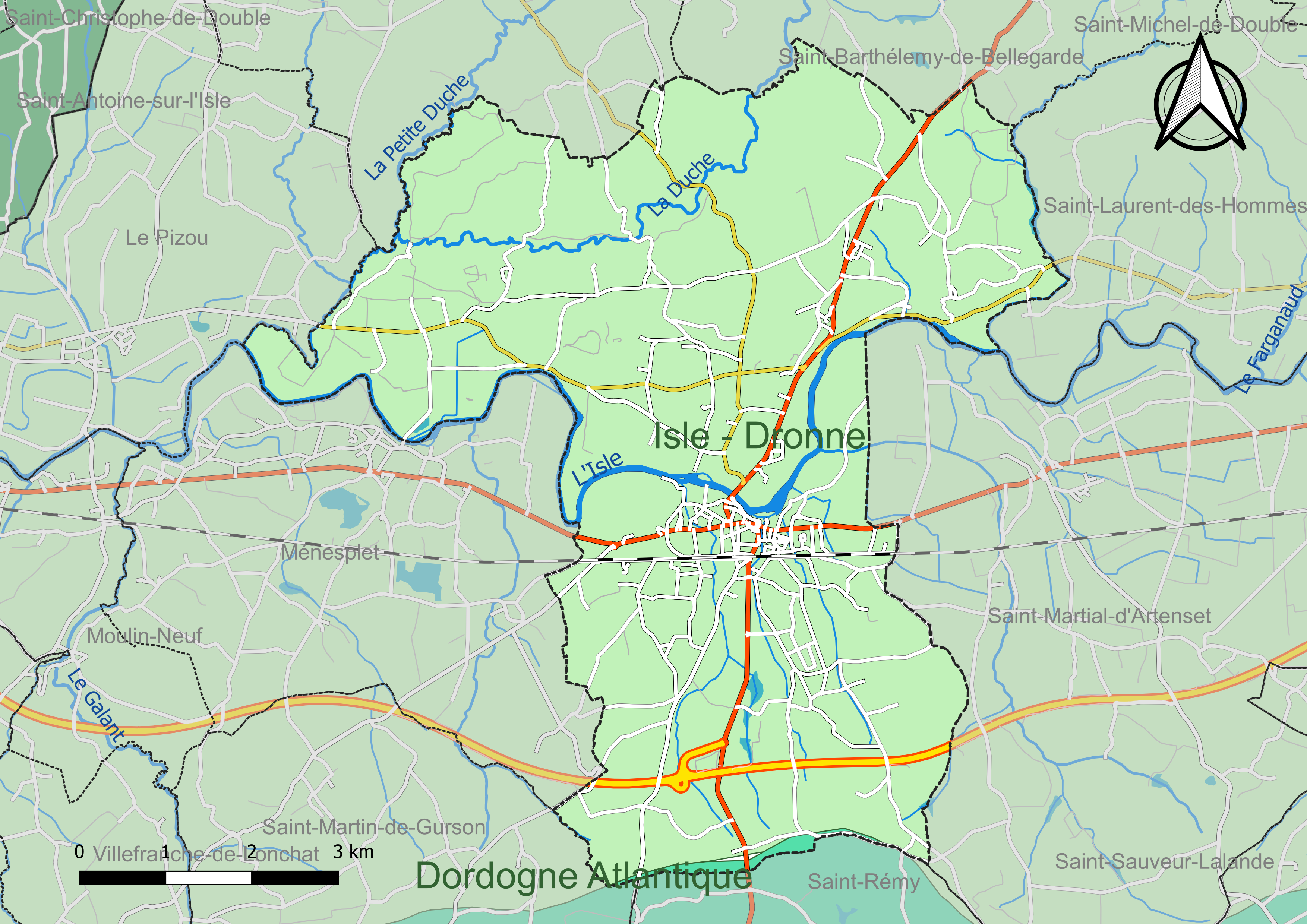
Carte des schémas d'aménagement et de gestion des eaux (SAGE) couvrant le territoire communal de Montpon-Ménestérol.

#### Gestion et qualité des eaux
Le territoire communal est couvert par les schémas d'aménagement et de gestion des eaux (SAGE) « Dordogne Atlantique » et « Isle - Dronne ». Le SAGE « Dordogne Atlantique », dont le territoire correspond au sous‐bassin le plus aval du bassin versant de la Dordogne (aval de la confluence Dordogne - Vézère)., d'une superficie de 2 700 km2 est en cours d'élaboration. La structure porteuse de l'élaboration et de la mise en œuvre est l'établissement public territorial de bassin de la Dordogne (EPIDOR). Le SAGE « Isle - Dronne », dont le territoire regroupe les bassins versants de l'Isle et de la Dronne, d'une superficie de 7 500 km2, a été approuvé le 2 août 2021. La structure porteuse de l'élaboration et de la mise en œuvre est également l'EPIDOR. Ils définissent chacun sur leur territoire les objectifs généraux d’utilisation, de mise en valeur et de protection quantitative et qualitative des ressources en eau superficielle et souterraine, en respect des objectifs de qualité définis dans le troisième SDAGE  du Bassin Adour-Garonne qui couvre la période 2022-2027, approuvé le 10 mars 2022.
La quasi-totalité du territoire communal dépend du SAGE Isle - Dronne. Seule une infime bande de terrain à l'extrême sud, vers le Pey Chalud (bassin versant de la Lidoire, affluent de la Dordogne), est rattachée au SAGE Dordogne Atlantique.
La qualité des eaux de baignade et des cours d’eau peut être consultée sur un site dédié géré par les agences de l’eau et l’Agence française pour la biodiversité.

### Climat
Pour des articles plus généraux, voir Climat de la Nouvelle-Aquitaine et Climat de la Dordogne.
Historiquement, la commune est exposée à un climat océanique aquitain.
En 2020, Météo-France publie une typologie des climats de la France métropolitaine dans laquelle la commune est exposée à un climat océanique et est dans la région climatique  Aquitaine, Gascogne, caractérisée par une pluviométrie abondante au printemps, modérée en automne, un faible ensoleillement au printemps, un été chaud (19,5 °C), des vents faibles, des brouillards fréquents en automne et en hiver et des orages fréquents en été (15 à 20 jours).
Pour la période 1971-2000, la température annuelle moyenne est de 12,7 °C, avec  une amplitude thermique annuelle de 15,1 °C. Le cumul annuel moyen de précipitations est de 815 mm, avec 11,2 jours de précipitations en janvier et 6,6 jours en juillet. Pour la période 1991-2020, la température moyenne annuelle observée sur la station météorologique la plus proche, située sur la commune de Port-Sainte-Foy-et-Ponchapt à 19 km à vol d'oiseau, est de 13,8 °C et le cumul annuel moyen de précipitations est de 809,4 mm,. Pour l'avenir, les paramètres climatiques de la commune estimés pour 2050 selon différents scénarios d’émission de gaz à effet de serre sont consultables sur un site dédié publié par Météo-France en novembre 2022.

### Milieux naturels et biodiversité

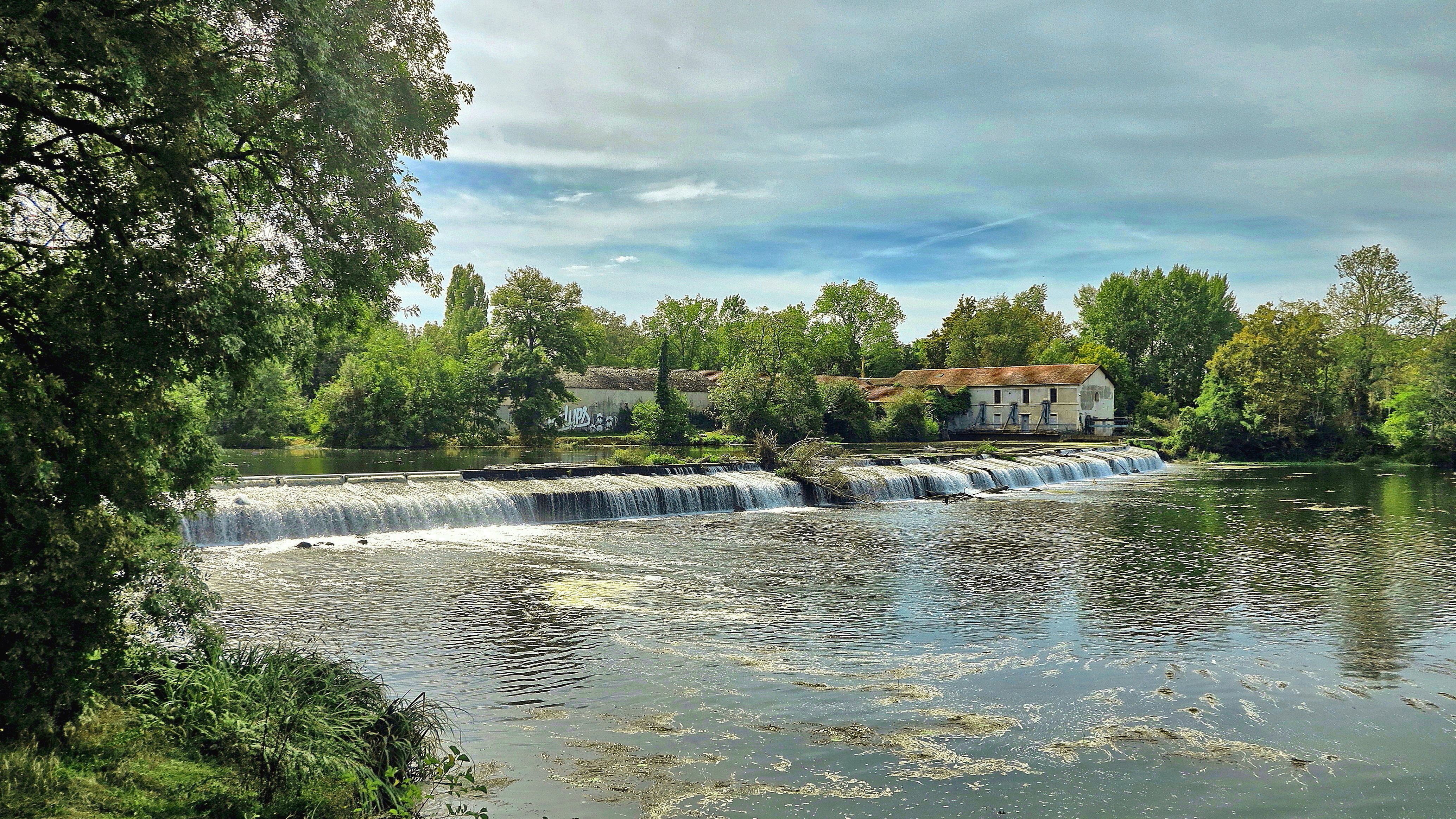
Le barrage des Moulineaux.

#### Espaces protégés
La protection réglementaire est le mode d’intervention le plus fort pour préserver des espaces naturels remarquables et leur biodiversité associée.
D'après l'INPN, huit aires protégées concernent le territoire communal.
La commune fait partie du bassin de la Dordogne, un territoire d'une superficie de 24 000 km2 reconnu réserve de biosphère par l'UNESCO en juillet 2012 et fait presque intégralement partie de sa « zone de transition », hormis la vallée de l'Isle qui se situe dans sa « zone tampon ».
La lande du Petit Claud est un petit terrain acquis par le conservatoire d'espaces naturels Nouvelle-Aquitaine.

#### Réseau Natura 2000
Le réseau Natura 2000 est un réseau écologique européen de sites naturels d'intérêt écologique élaboré à partir des directives habitats et oiseaux, constitué de zones spéciales de conservation (ZSC) et de zones de protection spéciale (ZPS).
Deux sites Natura 2000 (ZSC) ont été définis sur la commune au titre de la directive habitats :
- la « vallée de l'Isle de Périgueux à sa confluence avec la Dordogne » qui concerne 38 communes de la Dordogne et de la Gironde[39]. Vingt-deux espèces animales inscrites à l'annexe II de la directive 92/43/CEE y sont présentes, de même qu'une espèce végétale[39] ;
- les vallées de la Double qui concernent 26 communes de la Dordogne[40]. Onze espèces animales inscrites à l'annexe II de la directive 92/43/CEE y sont présentes[40]

#### Zones naturelles d'intérêt écologique, faunistique et floristique

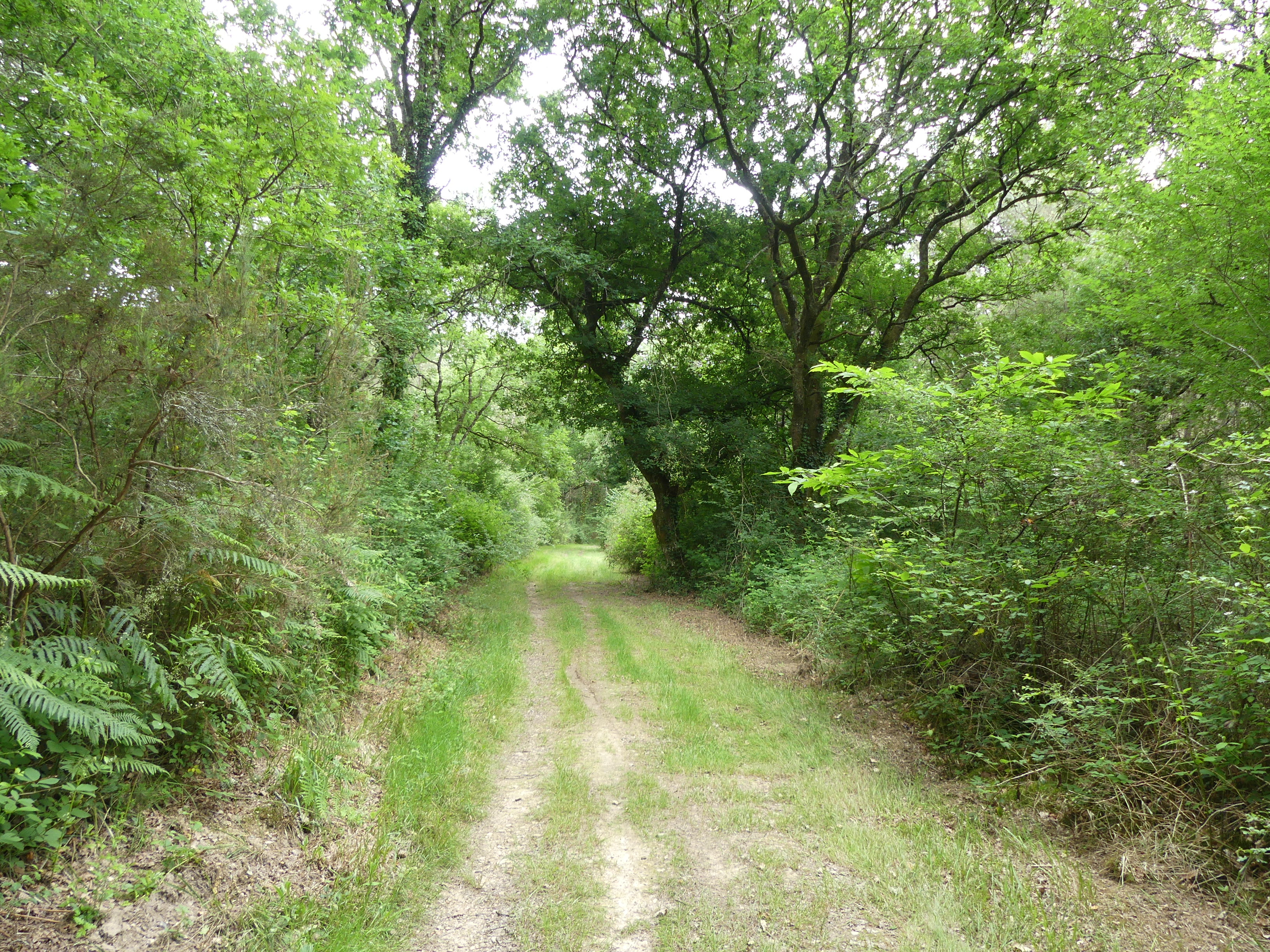
Le chemin de randonnée GR 646 en limite de Saint-Martial-d'Artenset (à gauche) et Montpon-Ménestérol (à droite).

L'inventaire des zones naturelles d'intérêt écologique, faunistique et floristique (ZNIEFF) a pour objectif de réaliser une couverture des zones les plus intéressantes sur le plan écologique, essentiellement dans la perspective d'améliorer la connaissance du patrimoine naturel national et de fournir aux différents décideurs un outil d'aide à la prise en compte de l'environnement dans l'aménagement du territoire.
D'après l'INPN, la commune est concernée par trois ZNIEFF de  de type 2 :
- Montpon-Ménestérol étant traversée par l'Isle, elle fait partie de la ZNIEFF « vallée de l'Isle de Périgueux à Saint-Antoine-sur-l'Isle, le Salembre, le Jouis et le Vern » qui concerne 25 communes du département de la Dordogne»[41],[Carte 9]. Deux espèces végétales déterminantes et quatorze autres espèces végétales y ont été recensées[42] ;
- une autre ZNIEFF concerne 29 communes de la Dordogne et de la Gironde en forêt de la Double : les « vallées et étangs de la Double »[43],[Carte 10]. Trois espèces déterminantes animales et une végétale y ont été recensées ainsi que 104 autres espèces animales et 140 autres espèces végétales[44] ;
- une troisième ZNIEFF concerne le sud du territoire communal : les « landes de la terrasse ancienne rive gauche de l'Isle », disséminées en cinq sites s'étalant d'est en ouest depuis Saint-Médard-de-Mussidan jusqu'à Ménesplet, au nord de l'autoroute A89 et au sud de la ligne ferroviaire Bordeaux-Périgueux[45],[Carte 11]. Deux espèces végétales déterminantes y ont été recensées ainsi que 117 autres espèces végétales et neuf espèces d'oiseaux[46].

## Urbanisme

### Typologie
Au 1er janvier 2024, Montpon-Ménestérol est catégorisée bourg rural, selon la nouvelle grille communale de densité à 7 niveaux définie par l'Insee en 2022.
Elle appartient à l'unité urbaine de Montpon-Ménestérol, une agglomération inter-départementale dont elle est ville-centre,. Par ailleurs la commune fait partie de l'aire d'attraction de Montpon-Ménestérol, dont elle est la commune-centre,. Cette aire, qui regroupe 13 communes, est catégorisée dans les aires de moins de 50 000 habitants,.

### Occupation des sols
L'occupation des sols de la commune, telle qu'elle ressort de la base de données européenne d’occupation biophysique des sols Corine Land Cover (CLC), est marquée par l'importance des territoires agricoles (44,2 % en 2018), en diminution par rapport à 1990 (53,8 %). La répartition détaillée en 2018 est la suivante : 
forêts (37,5 %), zones agricoles hétérogènes (31,8 %), zones urbanisées (13,1 %), terres arables (8 %), prairies (4,4 %), eaux continentales (3,1 %), mines, décharges et chantiers (0,8 %), zones industrielles ou commerciales et réseaux de communication (0,6 %), milieux à végétation arbustive et/ou herbacée (0,6 %). L'évolution de l’occupation des sols de la commune et de ses infrastructures peut être observée sur les différentes représentations cartographiques du territoire : la carte de Cassini (XVIIIe siècle), la carte d'état-major (1820-1866) et les cartes ou photos aériennes de l'IGN pour la période actuelle (1950 à aujourd'hui).

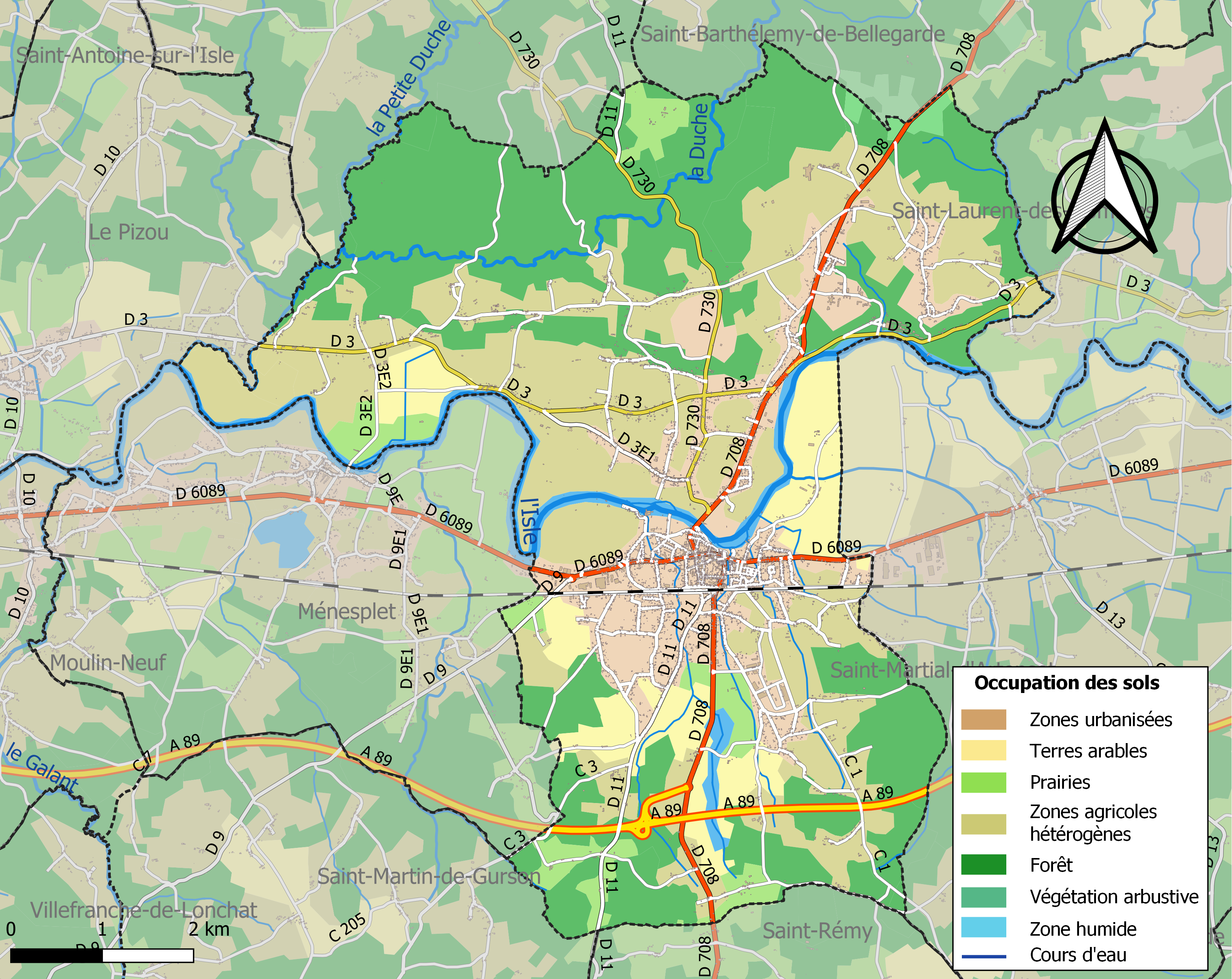
Carte des infrastructures et de l'occupation des sols de la commune en 2018 (CLC).

### Villages, hameaux et lieux-dits
Outre la ville de Montpon et les petits bourgs de Ménestérol et de Montignac proprement dits, le territoire communal se compose de villages ou de hameaux, ainsi que de lieux-dits :
- Bagatelle
- Baillargeaux
- Barbaroux
- Barraud
- les Barthes
- les Barthes[Note 8]
- le Bas Vignaud
- les Béarnais
- Beauvieux
- Belair
- Bois de Calandre
- Bois des Maçons
- Bon-Encontre
- Bos Redon
- le Bosredon
- les Bouyges
- les Brégoux
- le Bretoux
- Brion
- le Brouillet
- les Cent Journaux
- Champaubier
- les Champs de Marcillac
- Chandos
- les Charmettes
- la Charprade
- la Charprade[Note 9]
- les Chaumes
- le Claud du Biarnais
- le Clauzou
- le Clédier
- le Colombier
- Combeau
- les Combes
- les Comtes
- la Conties
- la Croix
- les Duches
- Étang de Babiol
- Étang des Comtes
- les Eyparoux
- Farges
- les Faures
- Ferme de Vauclaire
- Font Blanche
- Font de Barry
- Fontaine de Bournat
- les Fontasses
- la Forêt
- la Forêt Virile
- le Four
- Fourgeaud
- Gandillac
- le Golier
- Grand Bigotas
- le Grand Charretier
- le Grand Maragou
- la Grande Méneclay
- les Grandes Pièces
- Grands Champs
- Grands Champs[Note 10]
- les Granges
- les Graves
- le Gravet
- la Gravette
- Grignol
- les Grillauds
- les Guéraides
- le Haut Vignaud
- Jarrauty
- la Jarte
- les Jouannies
- Lannerie
- le Maine Brégou
- Marcillac
- Maragou
- les Marais
- les Marzats
- les Marzey
- les Massias
- Merlerie
- le Moreau
- les Moulineaux
- la Moutasse
- Naillas
- la Nauve
- les Nauves
- les Nauvettes
- Noir
- le Palénas
- le Panneau
- le Pardoulet
- les Paysannes
- les Penauds
- le Pendu
- la Pendue
- le Petit Bigotas
- le Petit Charretier
- le Petit Charretier[Note 11]
- le Petit Claud
- le Petit Lannerie
- le Petit Maragou
- les Petites Fonts
- les Petits Bourdis
- les Petits Prés
- Pey Chalud
- Peyroche
- le Peyrol
- la Picherie
- les Pins
- les Planches des Massias
- les Plantes
- Pont de Maragou
- le Pontet
- Port de Calandre
- le Port Vieux
- Pré de la Duche
- le Pré de Paté
- les Quatre Vents
- le Queyrou
- les Rambauds
- les Renardières
- la Rose
- les Rouchauds
- le Ruisseau
- Saint-Lazard
- Saint-Roch
- les Séraillers
- le Tailladis
- le Terrier Tombat
- le Toupinier
- la Tour
- la Tour de France
- Trantalaud
- le Vareillas
- Vauclaire
- Very
- la Vignerie
- le Vignoble
- Virole.

### Prévention des risques
Le territoire de la commune de Montpon-Ménestérol est vulnérable à différents aléas naturels : météorologiques (tempête, orage, neige, grand froid, canicule ou sécheresse), inondations, feux de forêts, mouvements de terrains et séisme (sismicité très faible). Il est également exposé à un risque technologique, le transport de matières dangereuses. Un site publié par le BRGM permet d'évaluer simplement et rapidement les risques d'un bien localisé soit par son adresse soit par le numéro de sa parcelle.

#### Risques naturels

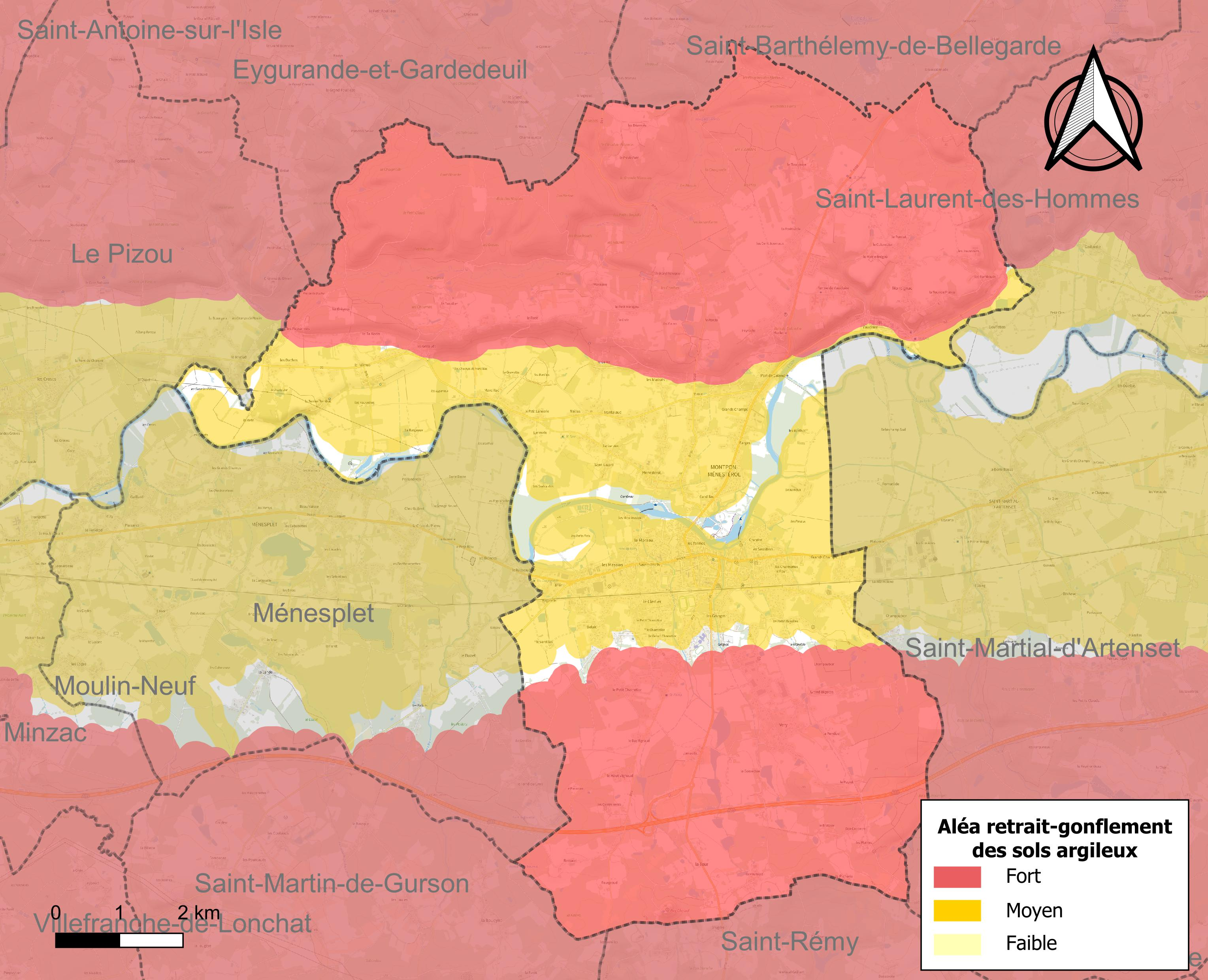
Carte des zones d'aléa retrait-gonflement des sols argileux de Montpon-Ménestérol.

Certaines parties du territoire communal sont susceptibles d’être affectées par le risque d’inondation par débordement de cours d'eau, notamment l'Isle, la Duche et la Petite Duche. La commune a été reconnue en état de catastrophe naturelle au titre des dommages causés par les inondations et coulées de boue survenues en 1982, 1983, 1986, 1993, 1998, 1999 et 2008,. Le risque inondation est pris en compte dans l'aménagement du territoire de la commune par le biais du plan de prévention des risques inondation (PPRI) de la « vallée de l'Isle - Montponnais »  approuvé le 13 juin 2007, pour les crues de l'Isle, impactant ses rives jusqu'à un kilomètre et demi de largeur sur le territoire communal, au sud-ouest de Barbaroux, ainsi que la partie aval de son affluent la Duche (les deux derniers kilomètres), en limite du Pizou. La crue de 1944 (663 m3/s à la station de Saint-Laurent-des-Hommes sert de crue de référence au PPRI.
Montpon-Ménestérol est exposée au risque de feu de forêt. L’arrêté préfectoral du 14 mars 2013 fixe les conditions de pratique des incinérations et de brûlage dans un objectif de réduire le risque de départs d’incendie. À ce titre, des périodes sont déterminées : interdiction totale du 15 février au 15 mai et du 15 juin au 15 octobre, utilisation réglementée du 16 mai au 14 juin et du 16 octobre au 14 février. En septembre 2020, un plan inter-départemental de protection des forêts contre les incendies (PidPFCI) a été adopté pour la période 2019-2029,.
Les mouvements de terrains susceptibles de se produire sur la commune sont des tassements différentiels. Le retrait-gonflement des sols argileux est susceptible d'engendrer des dommages importants aux bâtiments en cas d’alternance de périodes de sécheresse et de pluie. 95,8 % de la superficie communale est en aléa moyen ou fort (58,6 % au niveau départemental et 48,5 % au niveau national métropolitain). Depuis le 1er octobre 2020, en application de la loi ÉLAN, différentes contraintes s'imposent aux vendeurs, maîtres d'ouvrages ou constructeurs de biens situés dans une zone classée en aléa moyen ou fort,.
La commune a été reconnue en état de catastrophe naturelle au titre des dommages causés par la sécheresse en 1989, 1991, 1996, 2005, 2009, 2011 et 2017 et par des mouvements de terrain en 1999.

## Toponymie
Les premières mentions écrites de Monpont remontent à la fin du XIe siècle dans le cartulaire de l'abbaye de Baignes sous les formes Monpao et Montpao. Ultérieurement, en 1122 et 1144, il est fait mention de capella de Montepavonis (chapelle de Montpon) dans les archives de  Saint-Astier.
« Dans le cartulaire de l'abbaye de Chancelade, entre 1129 et 1211, on rencontre plus de 30 occurrences, comme nom de lieu et de patronyme, toutes Montpao / Monpao, ainsi que la latinisation de Montdepavonis ».
Le nom de Montpon provient de l'occitan mont pau, tiré du latin mons pavonis, signifiant le mont des paons,. Toutes les formes anciennes concordent, ainsi que la prononciation actuelle, l'origine du toponyme vient bien du paon, oiseau totémique objet de culte chez les latins (associé à la déesse Junon).
Sur la carte de Cassini représentant la France entre 1756 et 1789, on relève Montpont, Meneysteriol et Montignac sur Vauclaire.
En occitan, la commune porte le nom de Mont Paun e Menestairòu [mũm’paw e menɛjtɛj’rɔw].
Ménestérol, en occitan Menestairòu, relevé en 1083 sous la forme Monesteirol, puis Monesteyrol en 1122 dans le cartulaire de l'abbaye de Baignes, vient du bas-latin monasteriolum (prieuré, petit monastère).

## Histoire
C'est à Montpon que se termine en 768 la guerre d'Aquitaine entre Waïfre, duc d'Aquitaine, et le roi des Francs Pépin le Bref. « Selon une tradition, le 2 juin 768, à Montignac, sur la commune de Montpon, Waïffre est assassiné ».
En 830 et en 849, les Vikings qui remontent l'Isle ravagent Montpon.
Attesté en 1170, le château de Montpon était le siège d'une châtellenie comprenant dix-huit paroisses. Plus au sud, la forteresse du Puy-de-Chalus, dont la première mention écrite connue date de 1273, est l'un des fiefs des comtes de Périgord et marque la limite entre les châtellenies de Montpon et de Gurson.
En 1281, le comte de Périgord Archambaud III crée une bastide à Montignac mais « nul ne sait si elle fut effectivement bâtie »,.
En 1371, à Montpon, une bataille oppose les Anglais aux lieutenants de Bertrand du Guesclin. La ville est pillée par le chef des protestants périgourdins, Armand de Clermont, seigneur de Piles, lors des guerres de Religion.
Lors de sa création, la commune principale porte le nom de Monpon, puis Monpont jusqu'en 1925. Sur un mur latéral du bâtiment de la gare ferroviaire, la plaque indiquant l'entrée en gare de « Monpont » existe encore.
Par ordonnance du 20 août 1824, Montignac et la section de Ménestérol, distraite de Monpont, forment la commune de Ménestérol-Montignac,. Monpont devient Montpon-sur-l'Isle par décret du 10 juillet 1925. Montpon-sur-l'Isle et Ménestérol-Montignac fusionnent enfin sous le nom de Montpon-Ménestérol, par arrêté préfectoral du 20 mai 1964, prenant effet au 27 février 1965,.
Sous l'Occupation, une partie du territoire de Montpon se trouvait en zone occupée, devenant un important lieu de passage de la ligne de démarcation, sur la ligne de chemin de fer Coutras-Périgueux, d'après le témoignage de l'avocat Maurice Garçon.

## Politique et administration

### Rattachements administratifs et électoraux
Dès 1790, la commune de Montpon-Ménestérol (appelée Montpon à l'époque) est le chef-lieu du canton de Montpon qui dépend du district de Mussidan jusqu'en 1795, date de suppression des districts. En 1801, le canton est rattaché à l'arrondissement de Périgueux. La commune changeant de nom, le canton en fait autant en 1925 (canton de Montpon-sur-l'Isle) puis en 1964 (canton de Montpon-Ménestérol).
Dans le cadre de la réforme de 2014 définie par le décret du 21 février 2014, et supprimant la moitié des cantons du département, la commune reste attachée au même canton qui devient plus étendu lors des élections départementales de mars 2015. La commune en est le bureau centralisateur.
Pour les élections législatives, la commune fait partie de la première circonscription de la Dordogne.

### Intercommunalité
Fin 1995, Montpon-Ménestérol intègre dès sa création la communauté de communes Isle et Double. Celle-ci est dissoute au 31 décembre 2013 et remplacée au 1er janvier 2014 par la communauté de communes Isle Double Landais dont elle est le siège.

### Administration municipale
La population de la commune étant comprise entre 5 000 et 9 999 habitants au recensement de 2017, vingt-neuf conseillers municipaux ont été élus en 2020,.

### Liste des maires
| Période                                  | Période      | Identité               | Étiquette         | Qualité |
| ---------------------------------------- | ------------ | ---------------------- | ----------------- | --- |
| Les données manquantes sont à compléter. |              |                        |                   | |
|                                          |              |                        |                   | |
| 1800                                     | 1808         | Jean Baptiste Lamarque |                   | Notaire royal puis impérial |
|                                          |              |                        |                   | |
|                                          |              | Édouard Léonardon      |                   | Médecin Conseiller général du canton de Monpont (1848-1871) |
|                                          |              |                        |                   | |
| 1878                                     | 1901         | Aurélien Brugère       | Union des Gauches | Exploitant agricole Conseiller général du canton de Monpont (1871-1886) Député (1881-1889) |
|                                          |              |                        |                   | |
|                                          |              | Henri Laborde          |                   | Banquier Conseiller général du canton de Montpon-sur-l'Isle (1928-1933) |
|                                          |              |                        |                   | |
| 1944                                     | 1947         | Joseph Roux            |                   | |
| 1947                                     | mars 1983    | Jean Lagoubie          |                   | Conseiller général du canton de Montpon-sur-l'Isle (1949-1967) |
| mars 1983                                | mars 1989    | Jean Lovato            | RPR               | Député (1973-1974), conseiller général du canton de Montpon-Ménestérol (1967-1979 et 1985-1992) |
| mars 1989                                | mars 2008    | Pierre Fauret          | RPR puis UMP      | |
| mars 2008                                | juillet 2020 | Jean-Paul Lotterie     | PS                | Directeur d'hôpital Conseiller général du canton de Montpon-Ménestérol (2004-2015) Conseiller départemental du canton de Montpon-Ménestérol (2015-2021) Président de la CC Isle Double Landais (depuis 2015) |
| juillet 2020                             | En cours     | Rozenn Rouiller        | DVG               | Radiologue Conseillère départementale du canton de Montpon-Ménestérol (depuis 2021) |

### Politique environnementale
Dans son palmarès 2024, le Conseil national de villes et villages fleuris de France a attribué trois fleurs à la commune.

## Équipements et services publics

### Enseignement
En 2025, la commune dispose de quatre établissements scolaires publics : une école maternelle, une école élémentaire, une école primaire et un collège, le collège Jean-Rostand.

### Espaces publics
- La base de loisirs de Chandos s'étend sur onze hectares en rive gauche de l'Isle[89].

Base nautique de Chandos.
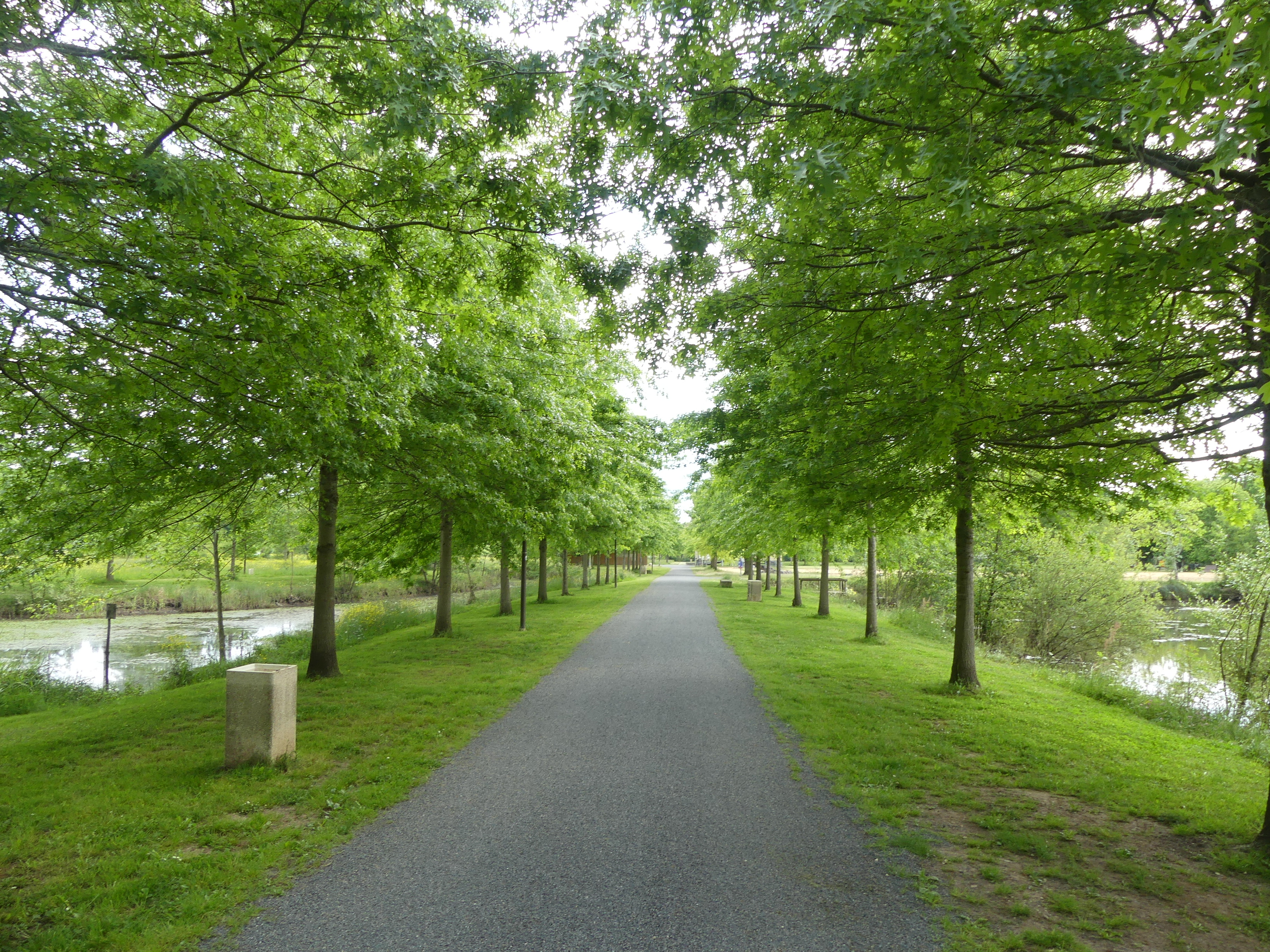
L'allée principale.
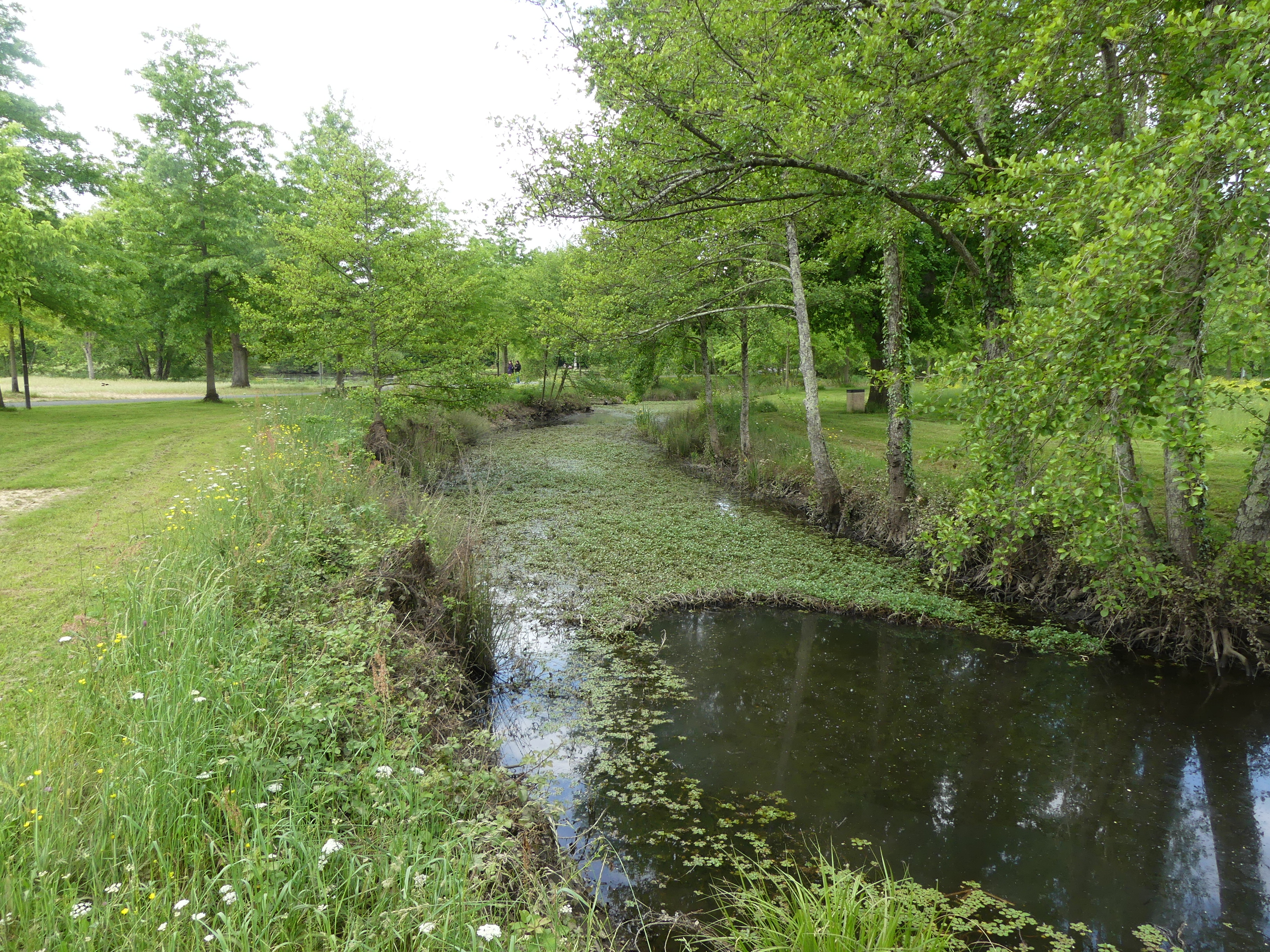
Ruisseau envahi de jussies (Ludwigia).
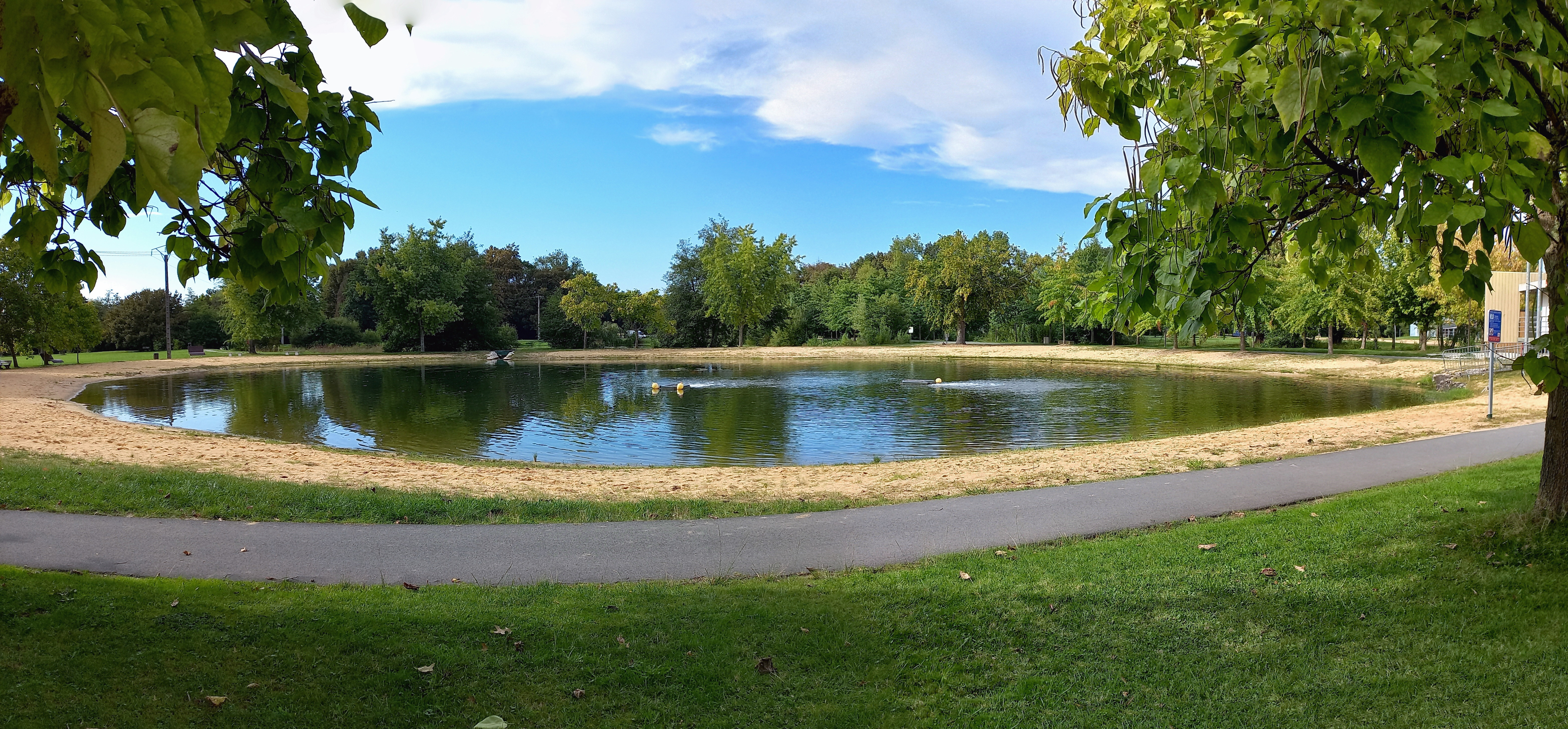
Le bassin de baignade.
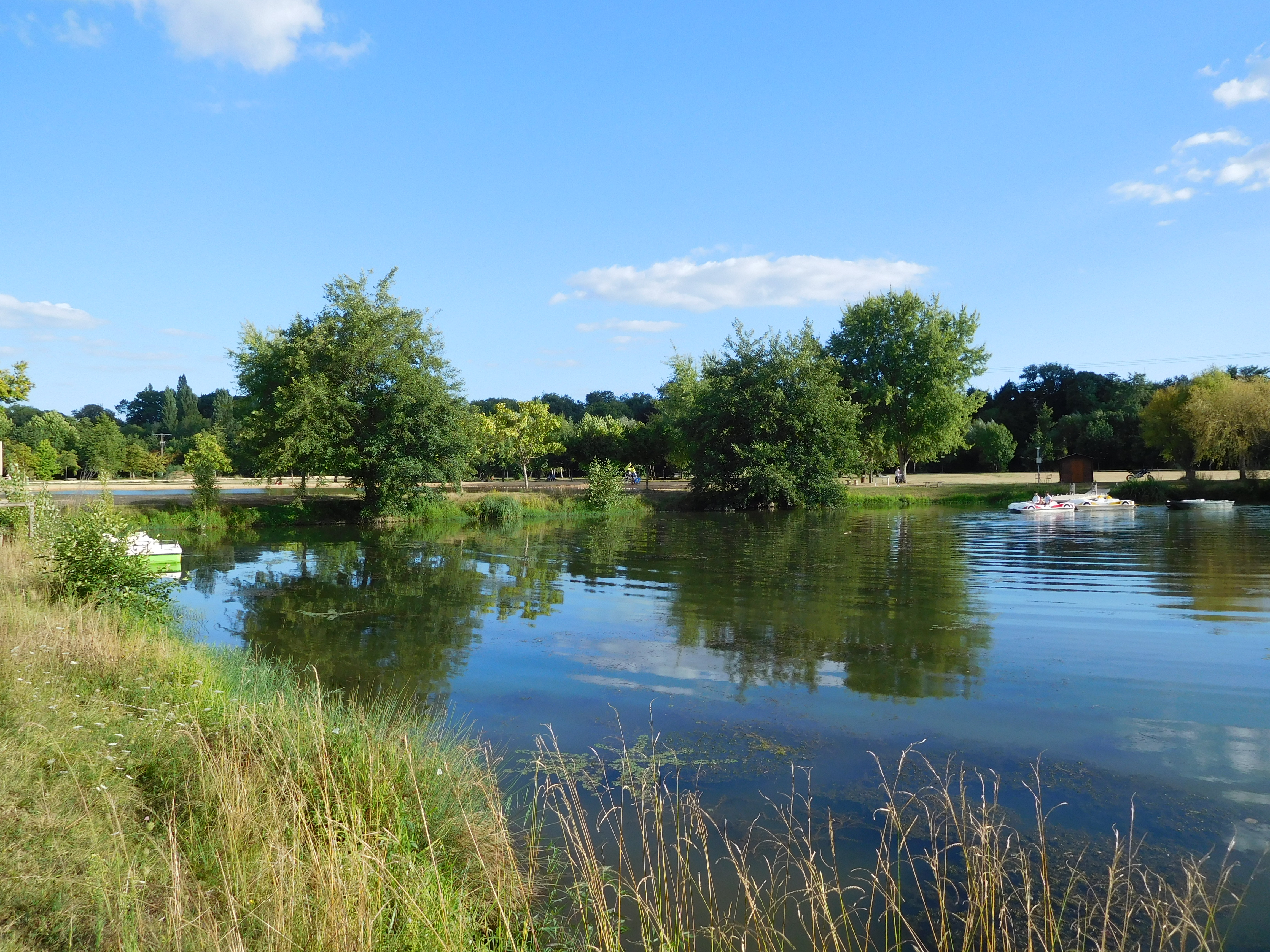
Pédalos sur un étang de la base nautique.
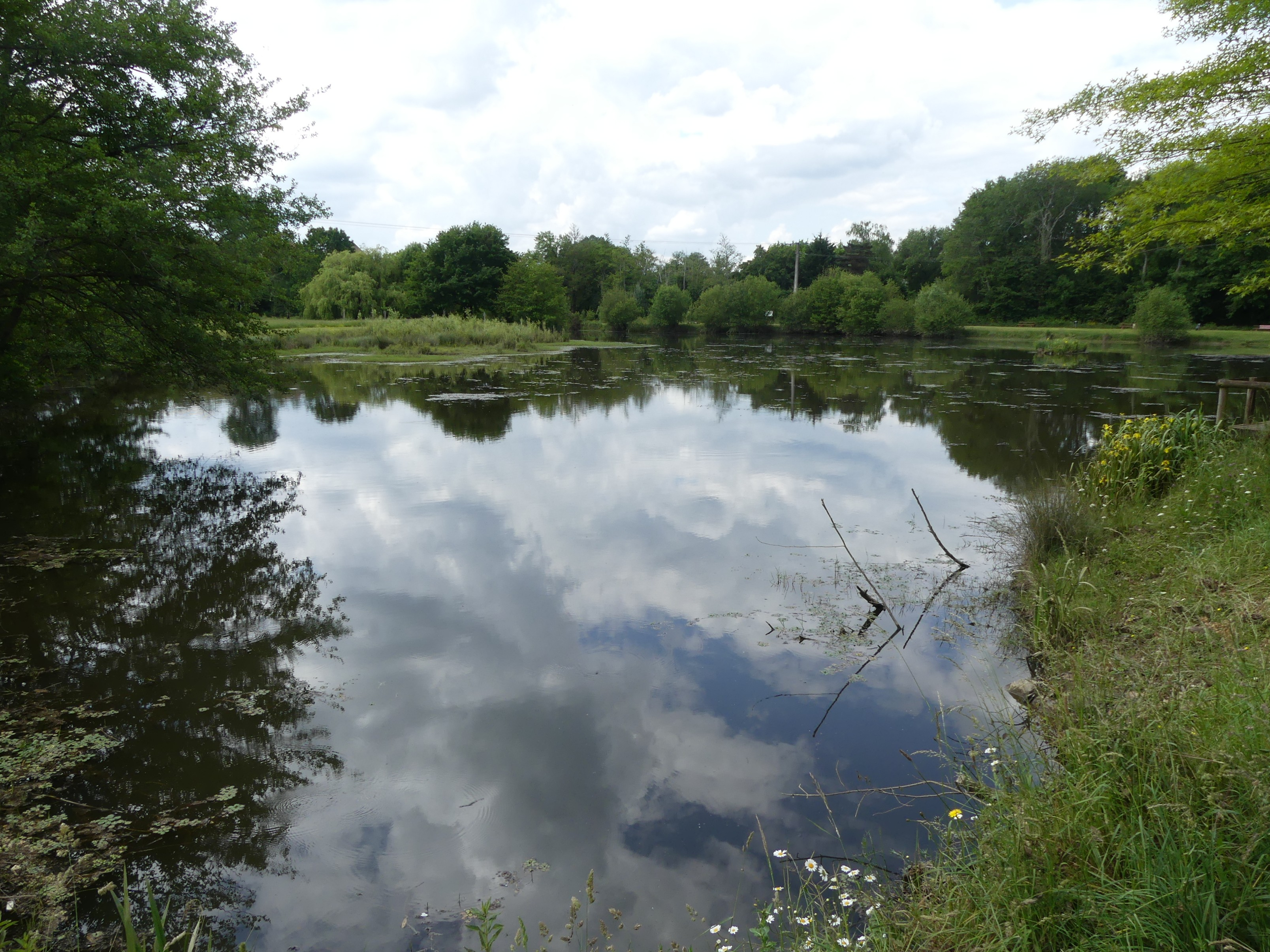
Un des étangs.

- La passerelle de Chandos : ouverte en 2018, elle permet de relier à pied le centre-ville de Montpon à la base de loisirs de Chandos grâce à trois ponts métalliques contigus dont le tablier est recouvert de bois imputrescible[90].

Passerelle de Chandos.
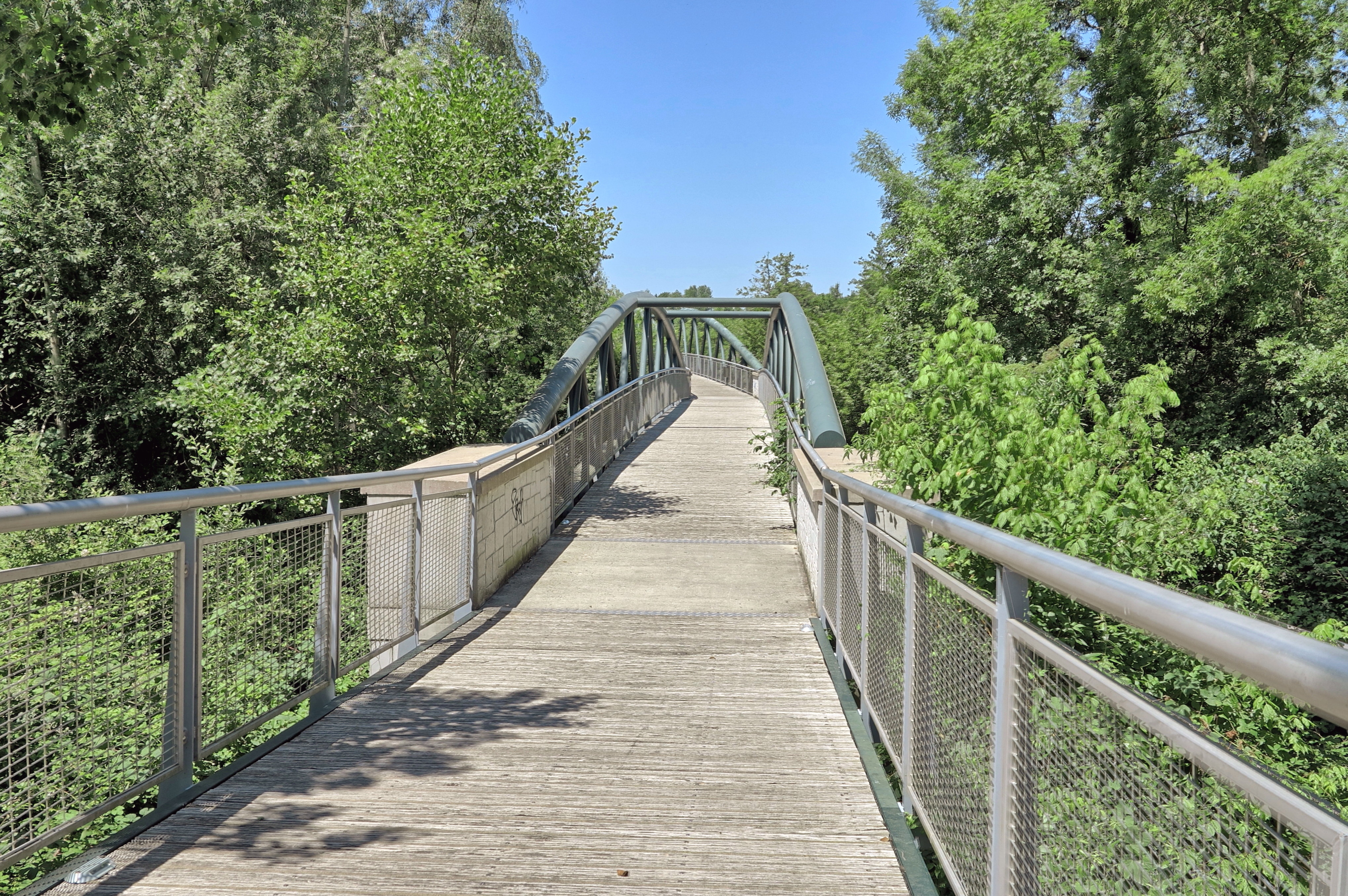
La passerelle coté centre-ville.
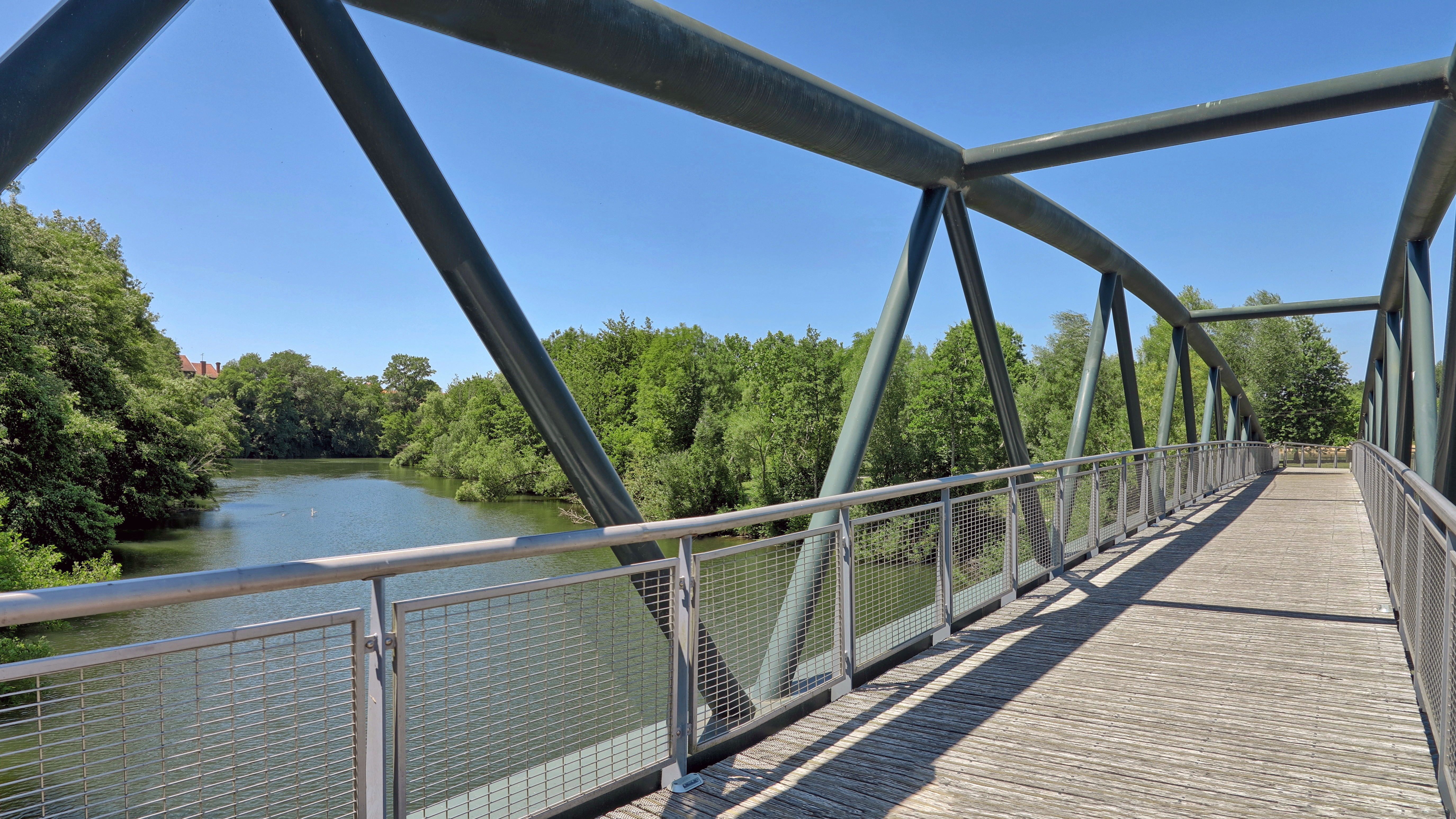
La passerelle au-dessus de l'Isle.
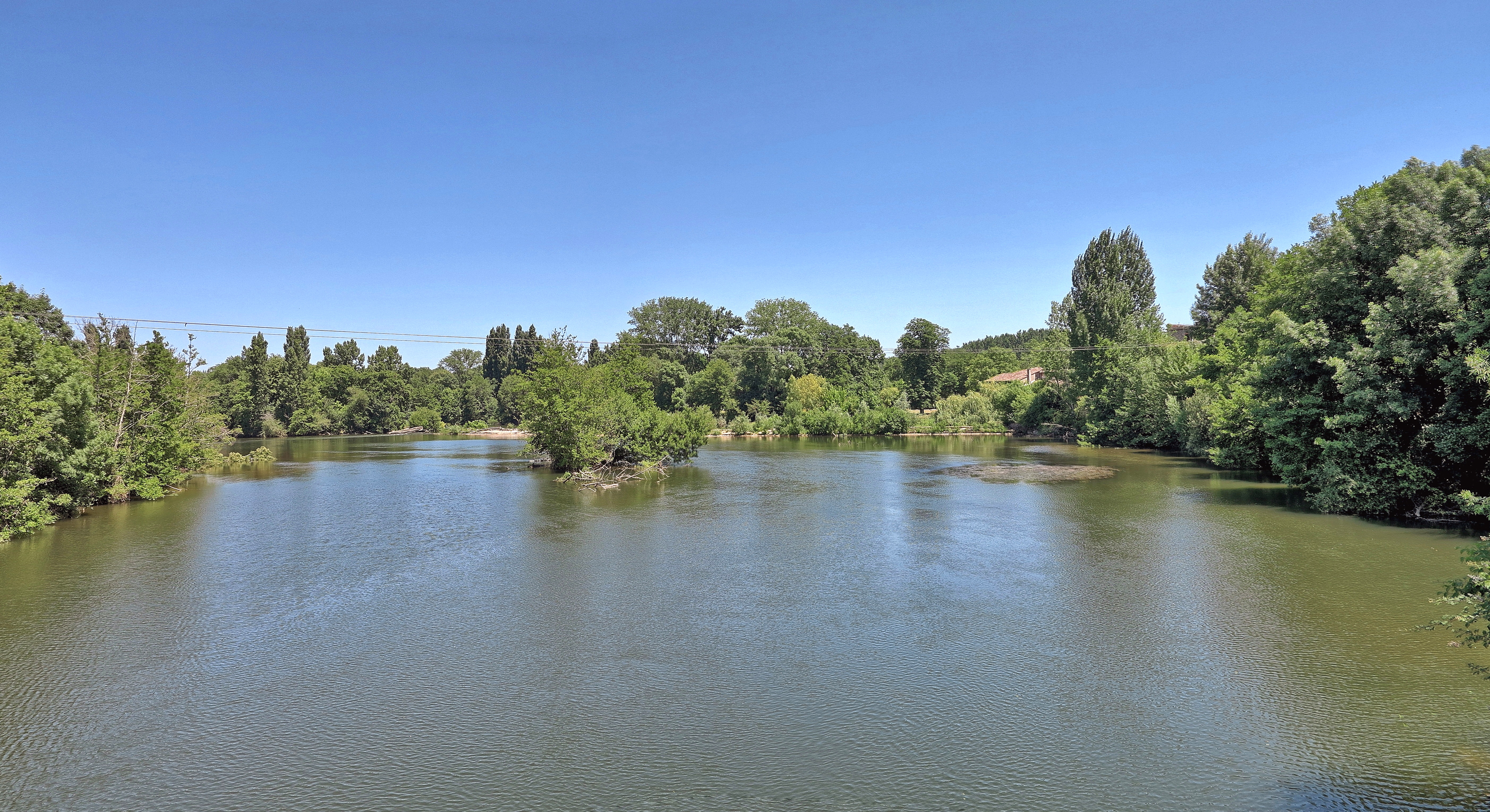
L'Isle vue depuis la passerelle.

- La commune dispose de cinq cimetières, à Ménestérol, Montignac, Montpon, Vauclaire et Very.

Cimetières de Montpon-Ménestérol.
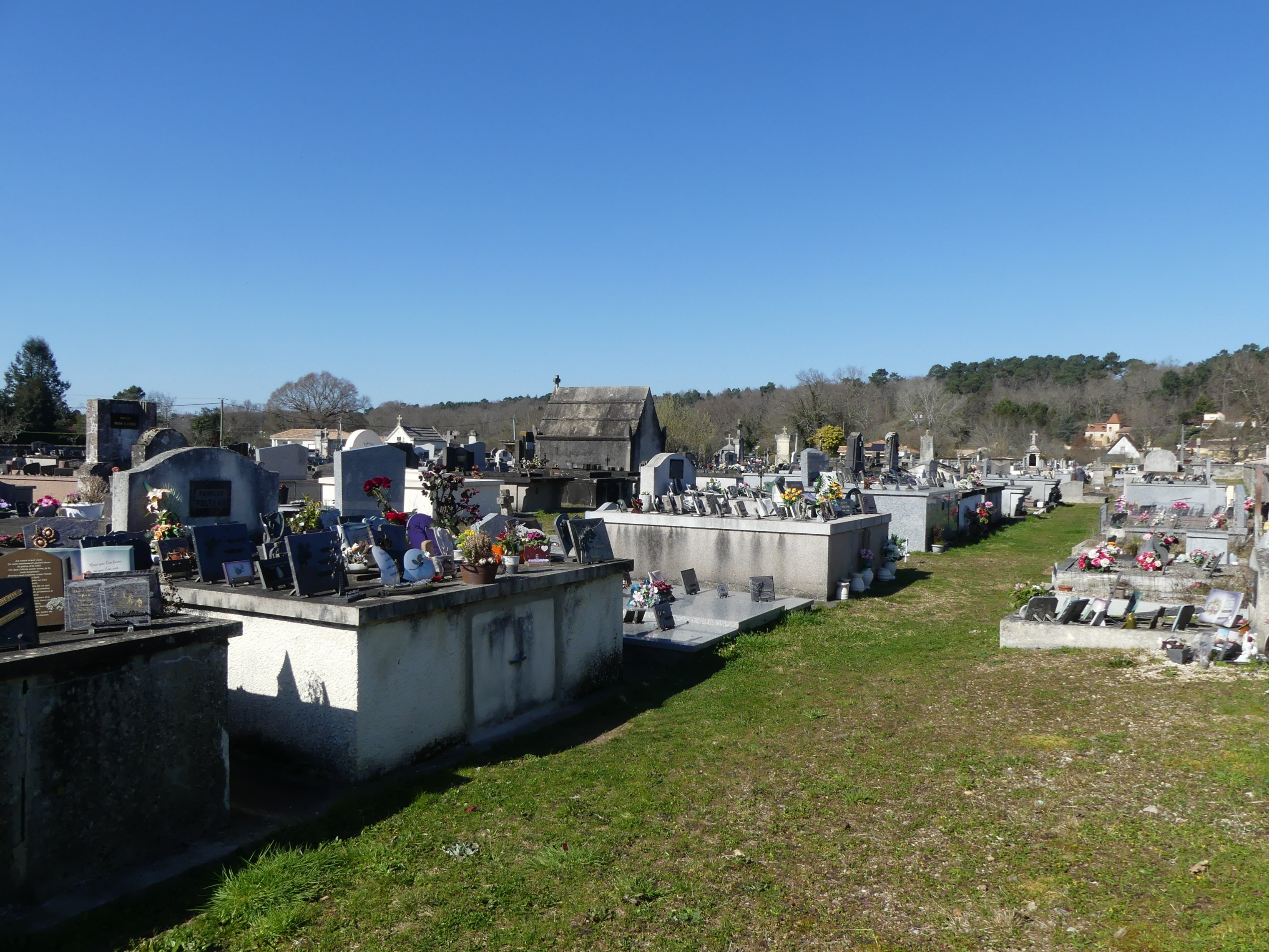
Le cimetière de Ménestérol.
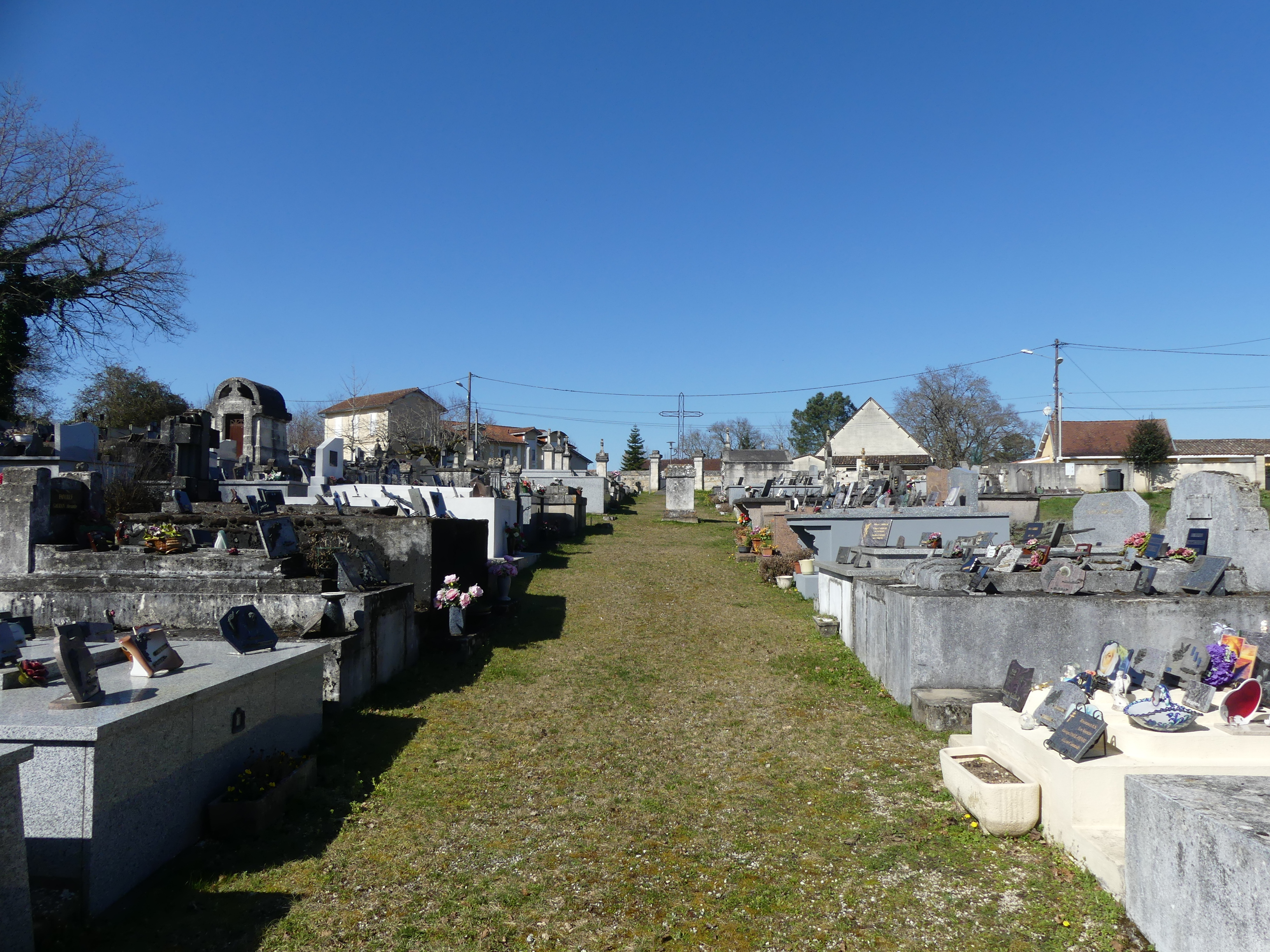
Celui de Montignac.
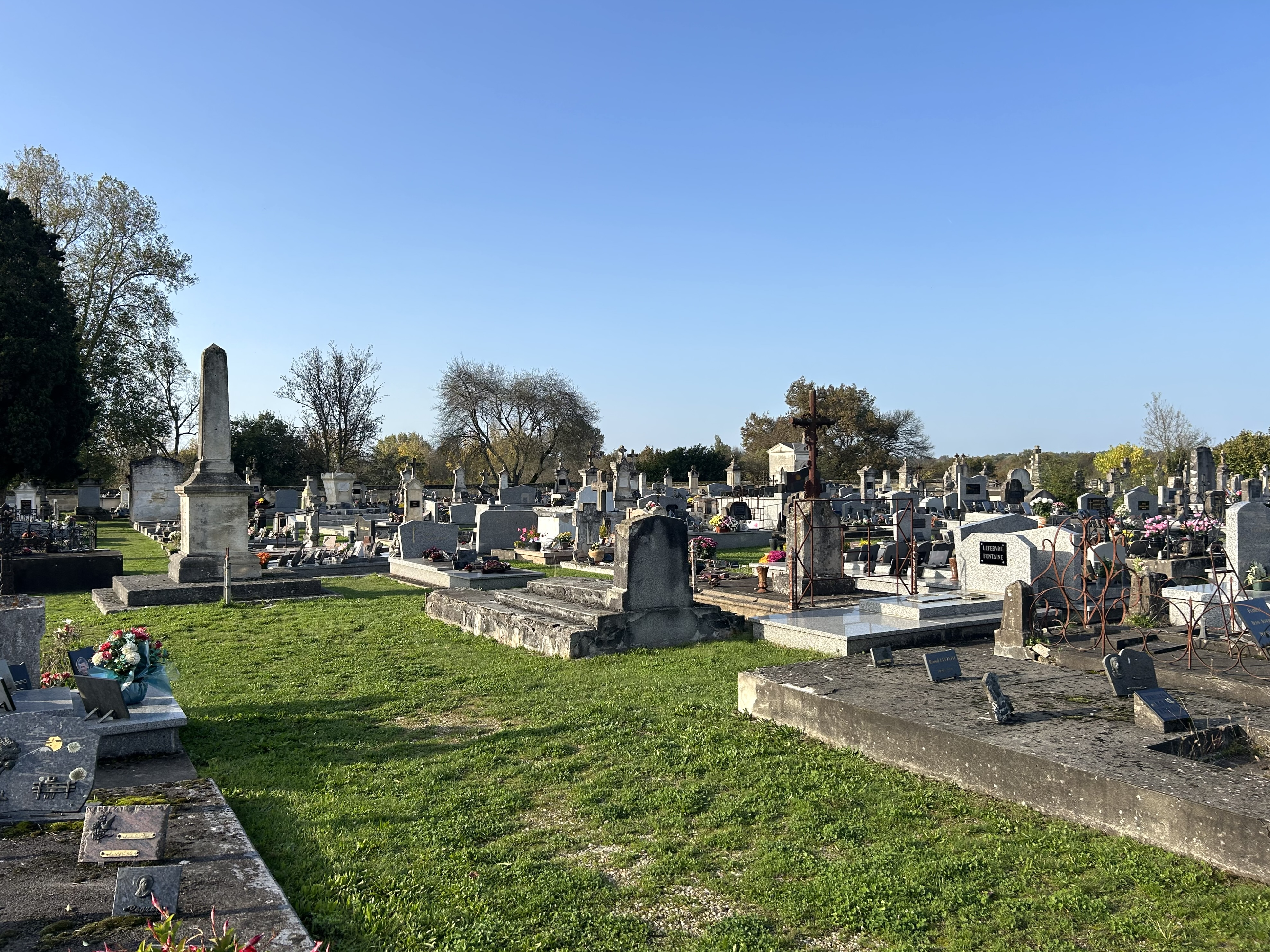
Celui de Montpon.
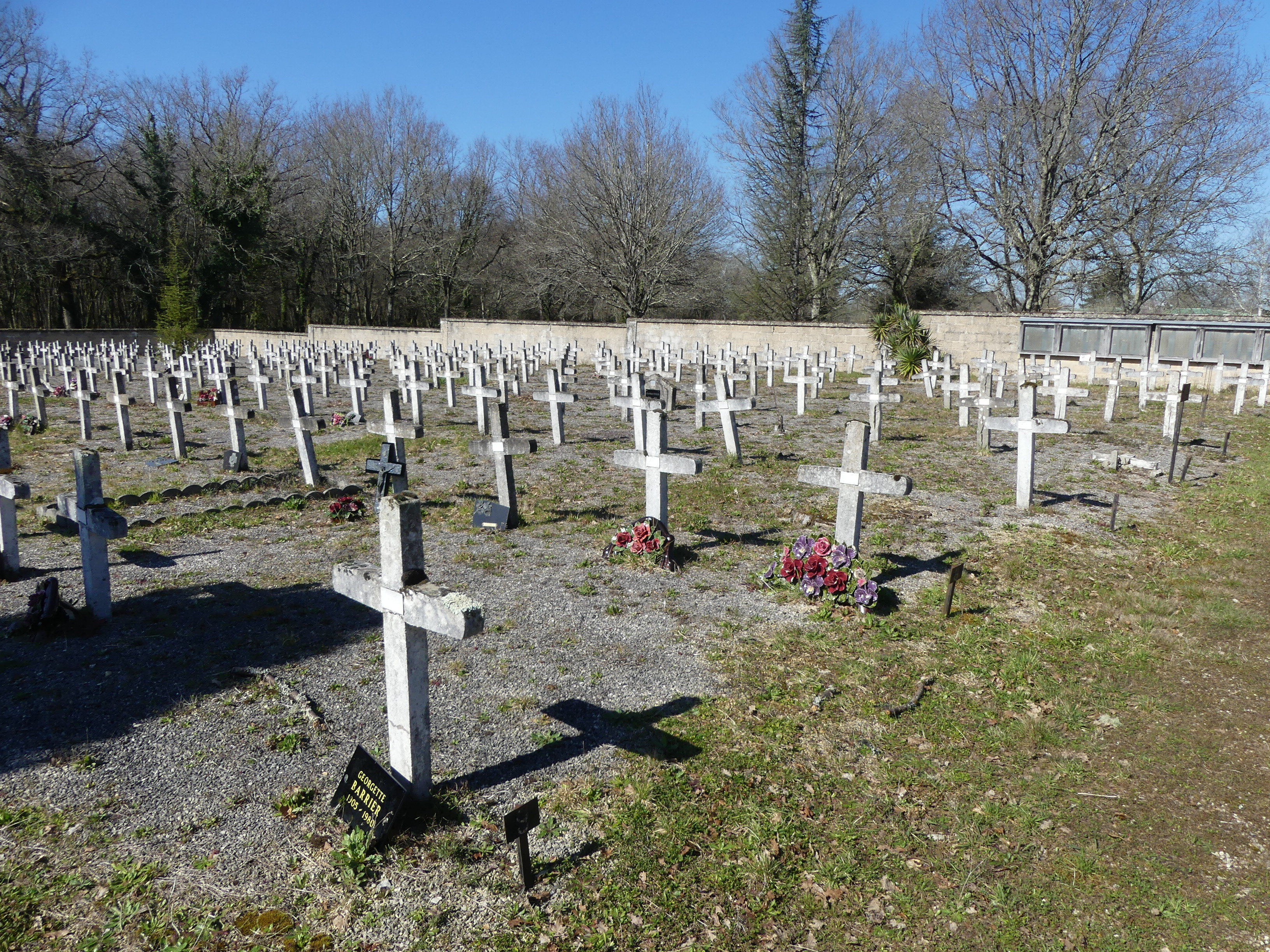
Celui de Vauclaire.
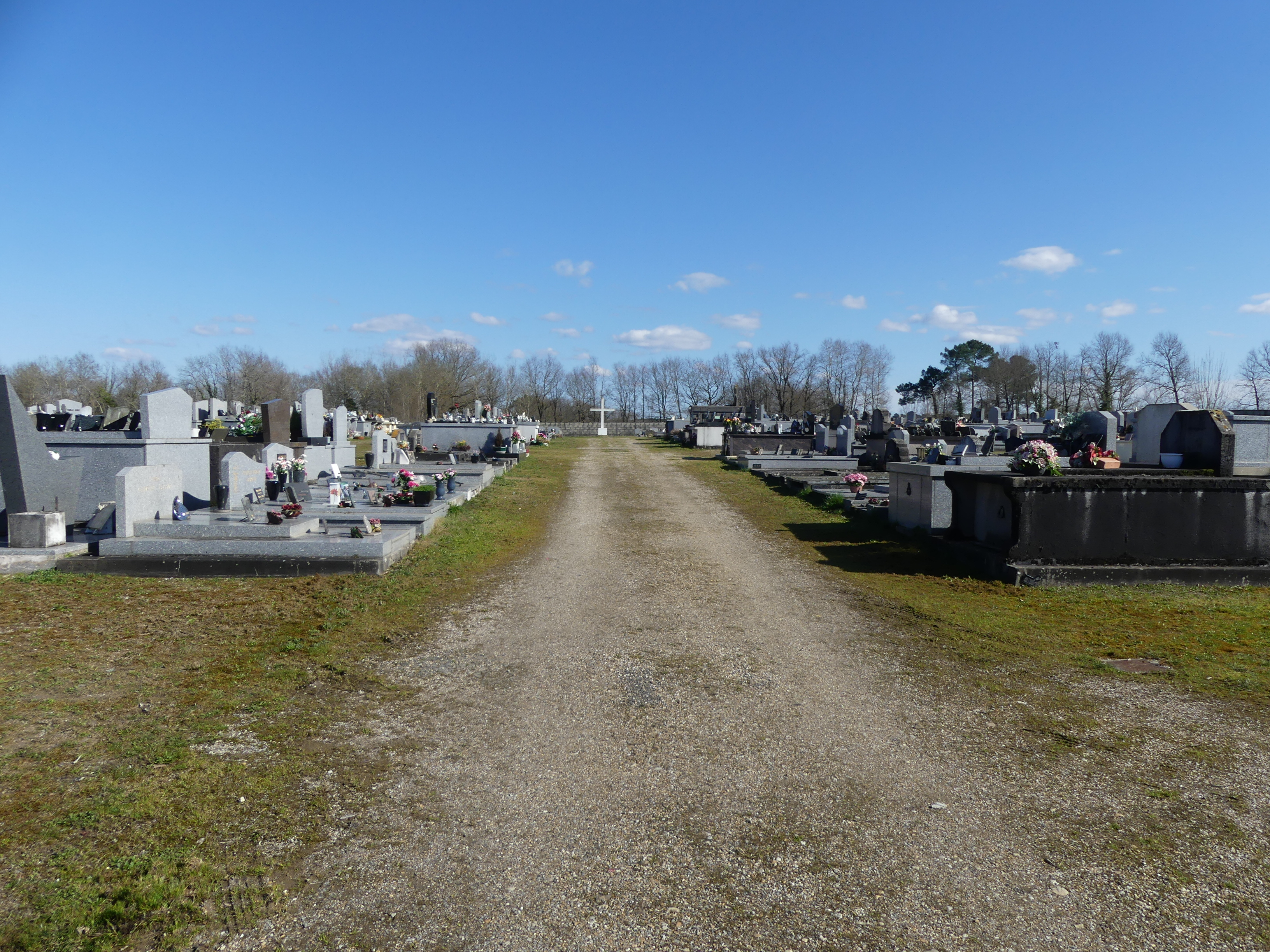
Celui de Very.

### Santé
La commune est dotée d'une maison de santé pluridisciplinaire qui, en 2025, rassemble six médecins généralistes, dix infirmières, un dentiste, une dermatologue, une diététicienne, une ergothérapeute, une neuropsychologue, un chirurgien orthopédique, deux ostéopathes, une pédicure podologue et une sophrologue.
La commune dispose également de trois pharmacies, d'un centre de radiologie et de deux établissements d'hébergement pour personnes âgées dépendantes (EHPAD),, ainsi que d'un « établissement public spécialisé en [...] psychiatrie et addictologie ».

### Justice
Dans le domaine judiciaire, Montpon-Ménestérol relève : 
- du tribunal judiciaire, du tribunal pour enfants, du conseil de prud'hommes et du tribunal de commerce de Périgueux ;
- du pôle Nationalité du tribunal judiciaire de Périgueux (compétent uniquement dans le domaine de la nationalité) ;
- de la cour d'appel, du tribunal administratif et de la  cour administrative d'appel de Bordeaux.

### Sécurité
Pour la sécurité, la commune dépend de la brigade de gendarmerie de Montpon-Ménestérol.

### Secours
Le centre d'incendie et de secours le plus proche est celui de Montpon.

## Population et société

### Démographie
Les habitants de Montpon-Ménestérol se nomment les Montponnais.
Jusqu'en 1965, les communes de Montpon-sur-l'Isle et de Ménestérol-Montignac étaient indépendantes. Le 27 février 1965, les deux communes fusionnent sous le nom de Montpon-Ménestérol.

#### Avant la fusion des communes de 1965
| 1793  | 1800  | 1806  | 1821  | 1831  | 1836  | 1841  |
| ----- | ----- | ----- | ----- | ----- | ----- | ----- |
| 1 304 | 1 500 | 1 460 | 1 295 | 1 325 | 1 429 | 1 530 |

| 1846  | 1851  | 1856  | 1861  | 1866  | 1872  | 1876  |
| ----- | ----- | ----- | ----- | ----- | ----- | ----- |
| 1 664 | 1 564 | 1 803 | 1 914 | 2 060 | 2 012 | 2 241 |

| 1881  | 1886  | 1891  | 1896  | 1901  | 1906  | 1911  |
| ----- | ----- | ----- | ----- | ----- | ----- | ----- |
| 2 231 | 2 385 | 2 254 | 2 243 | 2 486 | 2 379 | 2 397 |

| 1921  | 1926  | 1931  | 1936  | 1946  | 1954  | 1962  |
| ----- | ----- | ----- | ----- | ----- | ----- | ----- |
| 2 274 | 2 460 | 2 515 | 2 634 | 2 837 | 2 818 | 3 220 |

#### Après la fusion
L'évolution du nombre d'habitants est connue à travers les recensements de la population effectués dans la commune depuis 1968. Pour les communes de moins de 10 000 habitants, une enquête de recensement portant sur toute la population est réalisée tous les cinq ans, les populations de référence des années intermédiaires étant quant à elles estimées par interpolation ou extrapolation. Pour la commune, le premier recensement exhaustif entrant dans le cadre du nouveau dispositif a été réalisé en 2005.

En 2022, la commune comptait 5 845 habitants, en évolution de +6,88 % par rapport à 2016 (Dordogne : +0,37 %, France hors Mayotte : +2,11 %).
| 1968  | 1975  | 1982  | 1990  | 1999  | 2005  | 2006  | 2010  | 2015  |
| ----- | ----- | ----- | ----- | ----- | ----- | ----- | ----- | ----- |
| 5 863 | 5 939 | 5 742 | 5 481 | 5 385 | 5 585 | 5 625 | 5 465 | 5 466 |

| 2020  | 2022  | - | - | - | - | - | - | - |
| ----- | ----- | - | - | - | - | - | - | - |
| 5 807 | 5 845 | - | - | - | - | - | - | - |

#### Pyramide des âges
La population de la commune est relativement âgée.
En 2021, le taux de personnes d'un âge inférieur à 30 ans s'élève à 24,2 %, soit en dessous de la moyenne départementale (26,3 %). À l'inverse, le taux de personnes d'âge supérieur à 60 ans est de 43,9 % la même année, alors qu'il est de 37,7 % au niveau départemental.
En 2021, la commune comptait 2 703 hommes pour 3 131 femmes, soit un taux de 53,66 % de femmes, légèrement supérieur au taux départemental (51,75 %).
Les pyramides des âges de la commune et du département s'établissent comme suit.
| Hommes | Classe d’âge | Femmes |
| ------ | ------------ | ------ |
| 1,8    | 90 ou +      | 3,6    |
| 13,4   | 75-89 ans    | 17,6   |
| 26,0   | 60-74 ans    | 24,9   |
| 18,8   | 45-59 ans    | 19,6   |
| 13,7   | 30-44 ans    | 11,9   |
| 12,5   | 15-29 ans    | 10,9   |
| 13,8   | 0-14 ans     | 11,4   |

| Hommes | Classe d’âge | Femmes |
| ------ | ------------ | ------ |
| 1,2    | 90 ou +      | 2,9    |
| 10,6   | 75-89 ans    | 13,4   |
| 23,6   | 60-74 ans    | 23,7   |
| 20,9   | 45-59 ans    | 20,7   |
| 15,5   | 30-44 ans    | 14,8   |
| 13,5   | 15-29 ans    | 11,6   |
| 14,8   | 0-14 ans     | 12,9   |

#### L'agglomération, l'aire urbaine et l'aire d'attraction
D'après le zonage 2010 de l'Insee, l'unité urbaine de Montpon-Ménestérol (l'agglomération) regroupait sept communes : quatre en Dordogne : Montpon-Ménestérol, Ménesplet, Moulin-Neuf, Le Pizou et trois en Gironde : Gours, Porchères et Saint-Antoine-sur-l'Isle. Dans le zonage 2020 de l'Insee, les mêmes sept communes subsistent.
Avec 12 125 habitants, c'est en 2022 la troisième agglomération de la Dordogne, après celles de Périgueux et Bergerac.
Elle s'étend d'est en ouest sur une quinzaine de kilomètres, le long de l'Isle.
L'aire urbaine 2010 comprenait les mêmes communes. En 2020, le concept d'aire urbaine a été abandonné par l'Insee et remplacé par celui d'aire d'attraction d'une ville. Comprenant treize communes du seul département de la Dordogne (Échourgnac, Eygurande-et-Gardedeuil, Ménesplet, Montpon-Ménestérol, Moulin-Neuf, Le Pizou, Saint-Barthélemy-de-Bellegarde, Saint-Laurent-des-Hommes, Saint-Martial-d'Artenset, Saint-Martin-de-Gurson, Saint-Martin-l'Astier, Saint-Rémy et Saint-Sauveur-Lalande), l'aire d'attraction de Montpon-Ménestérol est peuplée de 14 847 habitants en 2022.

### Manifestations culturelles et festivités
Au mois de mars, l'Amicale philatélique et cartophile organise une bourse multicollection (38e édition en 2022).
En août, fête de la Saint-Roch lors du week-end qui suit le 15 août.

### Sports et loisirs
La piscine municipale est fermée depuis 2016 et la construction d'une nouvelle piscine couverte devrait débuter fin 2023, pour une mise en service à la rentrée scolaire 2025.
Le Salon des Arts, créé dans les années 1960 par Jehan Eyere et Roger Chapelet et qui réunissait les artistes peintres de la région perdure de nos jours sous la forme d'« Ombres et Couleurs ».

### Cultes
Sur la commune a été édifiée une mosquée, inaugurée en 2022.

## Économie

### Emploi
L'emploi est analysé ci-dessous selon qu'il affecte les habitants de Montpon-Ménestérol ou qu'il est proposé sur le territoire de la commune.

#### L'emploi des habitants
En 2021, parmi la population communale comprise entre 15 et 64 ans, les actifs représentent 2 017 personnes, soit 34,6 % de la population municipale. Le nombre de chômeurs (366) a légèrement augmenté par rapport à 2015 (363) et le taux de chômage de cette population active s'établit à 18,2 %.

#### L'emploi sur la commune
En 2021, la commune offre 2 583 emplois pour une population de 5 834 habitants. Le secteur administratif (administration publique, enseignement, santé, action sociale) prédomine avec 46,5 % des emplois mais le secteur tertiaire est également très présent avec 34,1 %.
Répartition des emplois par domaines d'activité
|                     | Agriculture, sylviculture ou pêche | Industrie | Construction | Commerce, transports et services | Administration publique, enseignement, santé, action sociale |
| ------------------- | ---------------------------------- | --------- | ------------ | -------------------------------- | ------------------------------------------------------------ |
| Nombre d'emplois    | 87                                 | 318       | 97           | 880                              | 1 202                                                        |
| Pourcentage         | 3,4 %                              | 12,3 %    | 3,7 %        | 34,1 %                           | 46,5 %                                                       |
| Source des données. |                                    |           |              |                                  |                                                              |

### Activités hors agriculture
521 établissements marchands non agricoles sont économiquement actifs en 2021 à Montpon-Ménestérol,.
| Secteur d'activité                                                                                        | Commune | Commune | Département |
| Secteur d'activité                                                                                        | Nombre  | %       | %           |
| --- | ------- | ------- | ----------- |
| Ensemble                                                                                                  | 521     | 100 %   | (100 %)     |
| Industrie manufacturière, industries extractives et autres                                                | 28      | 5,4 %   | (8,4 %)     |
| Construction                                                                                              | 48      | 9,2 %   | (13,4 %)    |
| Commerce de gros et de détail, transports, hébergement et restauration                                    | 148     | 28,4 %  | (28,2 %)    |
| Information et communication                                                                              | 6       | 1,2 %   | (1,8 %)     |
| Activités financières et d'assurance                                                                      | 25      | 4,8 %   | (3,6 %)     |
| Activités immobilières                                                                                    | 33      | 6,3 %   | (6,7 %)     |
| Activités spécialisées, scientifiques et techniques et activités de services administratifs et de soutien | 79      | 15,2 %  | (15,0 %)    |
| Administration publique, enseignement, santé humaine et action sociale                                    | 91      | 17,5 %  | (12,8 %)    |
| Autres activités de services                                                                              | 63      | 12,1 %  | (10,1 %)    |

Le secteur du commerce de gros et de détail, des transports, de l'hébergement et de la restauration est prépondérant sur la commune puisqu'il représente 28,4 % du nombre total d'établissements (148 sur les 521 établissements implantés à Montpon-Ménestérol), contre 28,2 % au niveau départemental.

### Entreprises
Les cinq entreprises ayant leur siège social sur le territoire communal qui ont généré le plus de chiffre d'affaires en 2023 sont :
- Sauermann Industrie (Fabrication d'autres pompes et compresseurs) avec 62 061 k€ ;
- Société Montpon Distribution (Hypermarchés) avec 40 491 k€ ;
- Prunier Manufacture (Aquaculture en eau douce) avec 7 723 k€ ;
- Keolis Santé Nord Gironde (Ambulances) avec 3 512 k€ ;
- Aquitaine Cars - Groupe Delbos (Transports routiers réguliers de voyageurs) avec 2 401 k€.

Créée en 1991 et installée le long de l'Isle, la société Prunier Manufacture produit en 2022 quatorze tonnes de caviar, dont 80 % est exporté. Elle emploie quarante salariés sur trois sites (Mont-de-Marsan dans les Landes, Riscle dans le Gers et Montpon-Ménestérol).
Implantée en 1979, la société Kimo, fabricant d'appareils de mesure de niveau européen, rachetée par Sauermann en 2015, emploie 352 salariés à Montpon-Ménestérol.
Le groupe Terreal y dispose d'une usine de production de tuiles.
En 2024, le laboratoire pharmaceutique Ceva Santé animale a implanté une plateforme logistique de stockage et de distribution à Montpon-Ménestérol ; elle nécessite l'emploi de quarante personnes, dont vingt en provenance du site de Libourne.

## Culture locale et patrimoine

### Lieux et monuments

#### Patrimoine civil
- Castel de Jarroty[125].
- Château des Baillargeaux[126].
- Château des Bretoux[127].
- Château de la Contie[128].
- Château des Grillauds du XVIIIe siècle[129].
- Le château de Montpon, attesté en 1170 sous le nom de « Castellum de Montpao en la Sala Comtal » dans le cartulaire de l'abbaye de Chancelade, était le siège d'une châtellenie comprenant dix-huit paroisses : Beaupouyet, Buzès, Galrostit, Menesplet, Monesterol, Montignac, Montpont, Saint-Antoine-de-Pizou, Saint-Barthélémy, Saint-Laurent-de-Pradoux, Saint-Martial-de-Drone, Saint-Michel-de-Double, Saint-Remy, Saint-Sauveur-de-la-Lande, Saint-Sernin-du-Puy, Saint-Vivien, Servanches et la Vigenne[71],[130]. Il marquait la limite entre les châtellenies de Montpon et de Gurson[72].
- Château fort dit tour de Puy-de-Chalus (ou Puychalup) : site occupé par les Gallo-Romains, comme les monnaies qui y ont été trouvées en attestent. Un oppidum gaulois a précédé la forteresse qui surveillait la vallée de l'Isle[72]. Le château est mentionné pour la première fois en 1273 sous la forme « Podium de Caslutz seu Chaslutz » puis en 1376 sous la forme « Castrum de Puy Chalus »[72]. La seigneurie est à la limite entre la châtellenie de Montpon et celle de Gurson[72], frontière entre l'Aquitaine anglaise et le comté de Périgord. Le château est détruit pendant les  guerres de Religion [72],[131]. La motte est située à l'extrême sud de la commune en son point le plus élevé : 120 mètres au Pey Chalud[Carte 2]. La forteresse qui s'est dressée à cet emplacement était composée de six tours bâties en pierre cubiques dans le genre de celle de Vésone. Le nom de Chalus proviendrait du nom de son fondateur castrum Lucii. Un souterrain, dont l'entrée a été perdue, est mentionné sous la motte. Une légende prétend que ce dernier est long de plusieurs kilomètres. On trouve aux environs immédiats de la motte plusieurs éminences semblables : La Tour, La Moutasse (150 mètres), Merle, La Mouthe, La Bouyne, Tuquet, autre La Mouthe et Chalus[132].
- Château de la Tour[133].
- Maison noble de la Mothe, attestée en 1257[134].
- Repaire de Malayolles, attesté en 1560[135].
- Repaire de Mauburade, attesté en 1740[136].
- Vallée de l'Isle avec les moulins et leurs barrages.
- Les orgues de l'Auditorium San Francisco : trois orgues historiques du XVIIIe siècle, un napolitain, et deux espagnols, propriétés de l'organiste international Francis Chapelet. Les orgues des églises de Montpon et de Ménestérol[137].

#### Patrimoine religieux
- Chartreuse de Vauclaire avec chapelle gothique du XIVe siècle, aujourd'hui centre hospitalier spécialisé. Elle est inscrite depuis 2014 au titre des monuments historiques[138].
- Église Saint-Pierre-ès-Liens de Ménestérol, attestée en 1122 sous le nom de S. Petrus de Menestayrol[139], XIIe et XVIe siècles, inscrite au titre des monuments historiques depuis 1926[Note 17],[140].
- Église Saint-Martin de Montignac XIXe siècle, anciennement Montignac le Petit, qui a remplacé une ancienne église attestée au XIVe siècle (Parochia S. Martini de Montignaco)[139].
- Église Notre-Dame-de-l'Assomption de Montpon[Note 17],[139], XIXe siècle.
- Ancien prieuré de Jarrouty, ou Gal-Rostit qui dépendait de l'abbaye Notre-Dame de Chancelade[141].

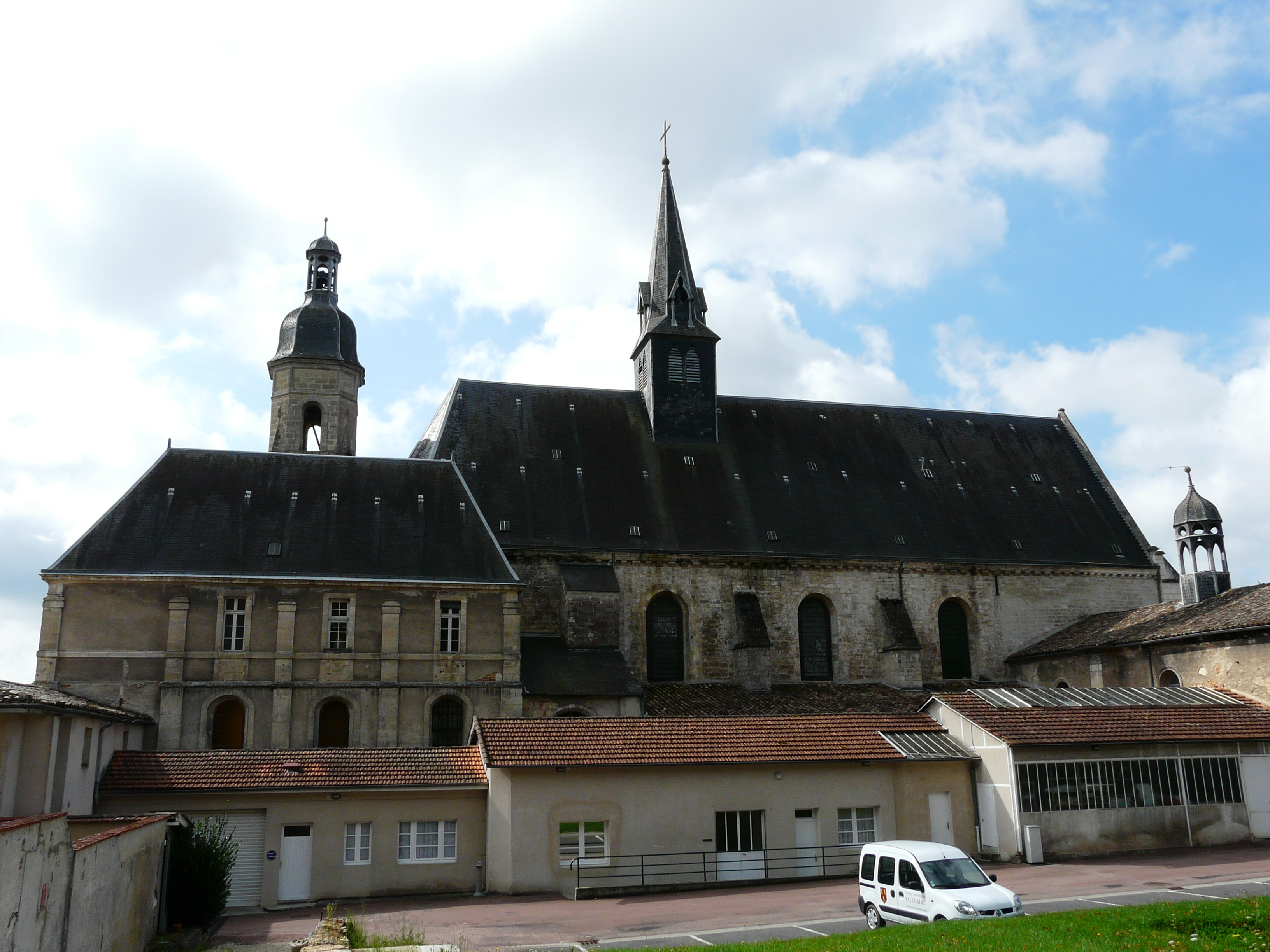
La chartreuse de Vauclaire.
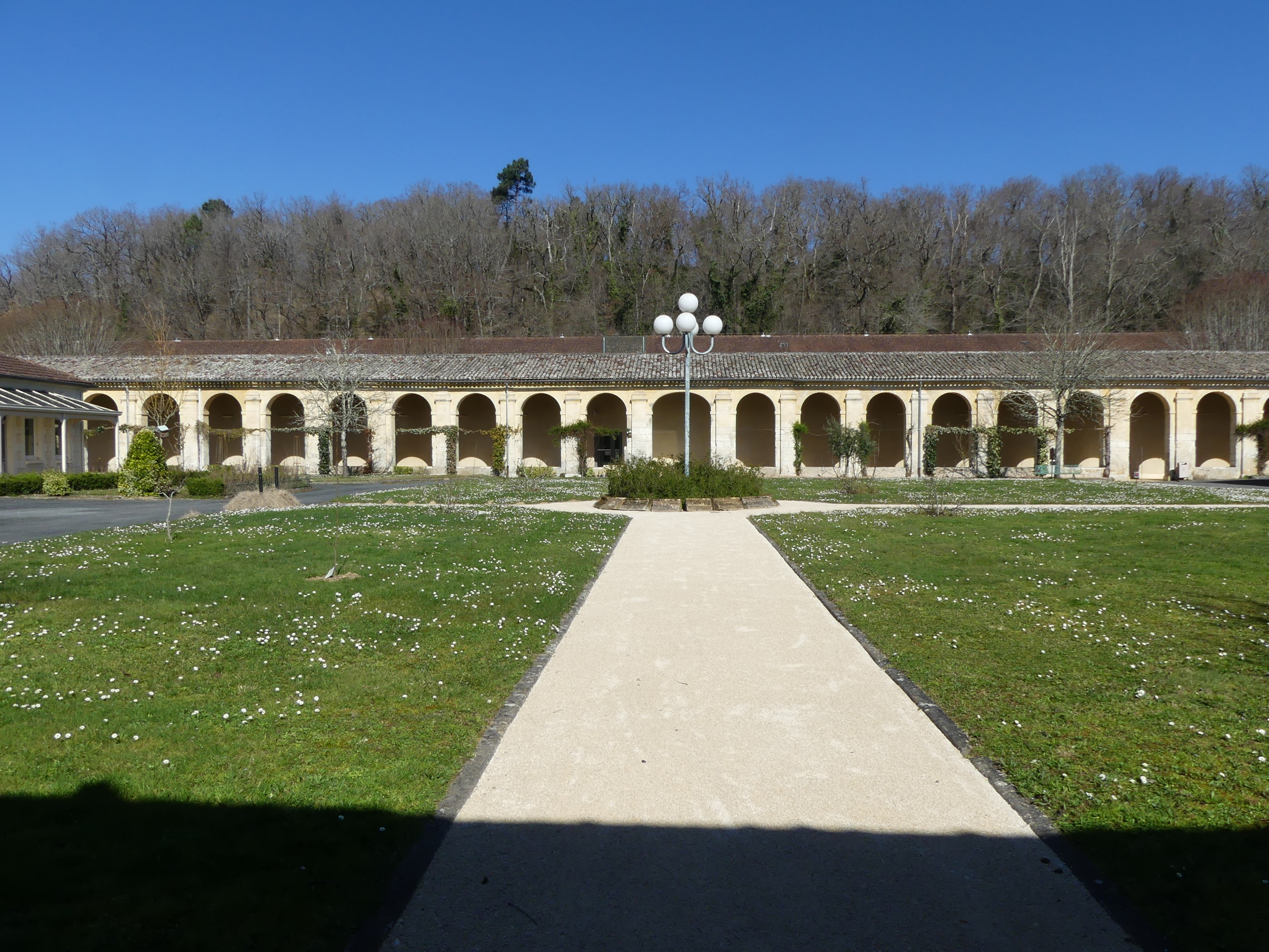
Son grand cloître.
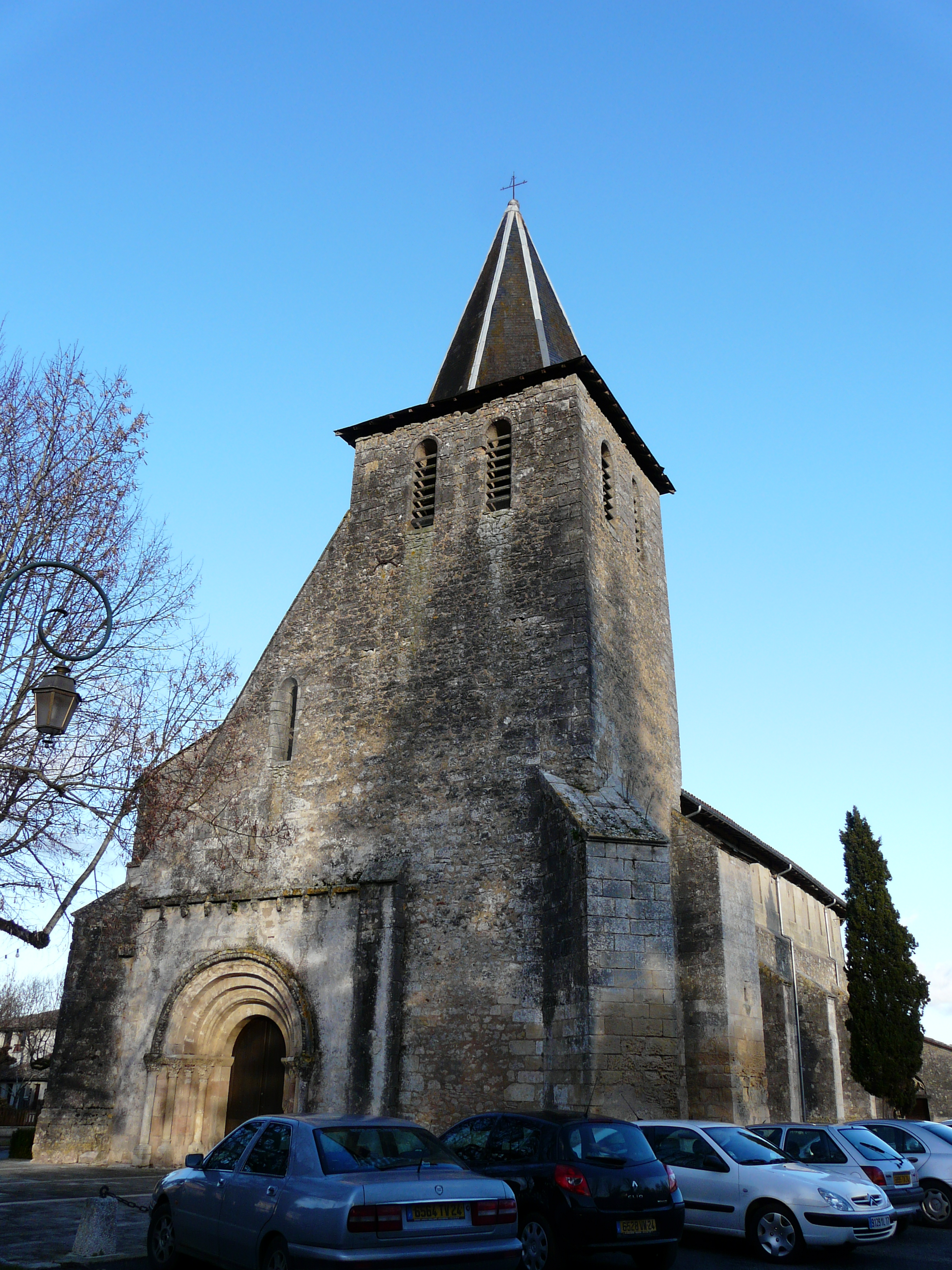
L'église de Ménestérol.
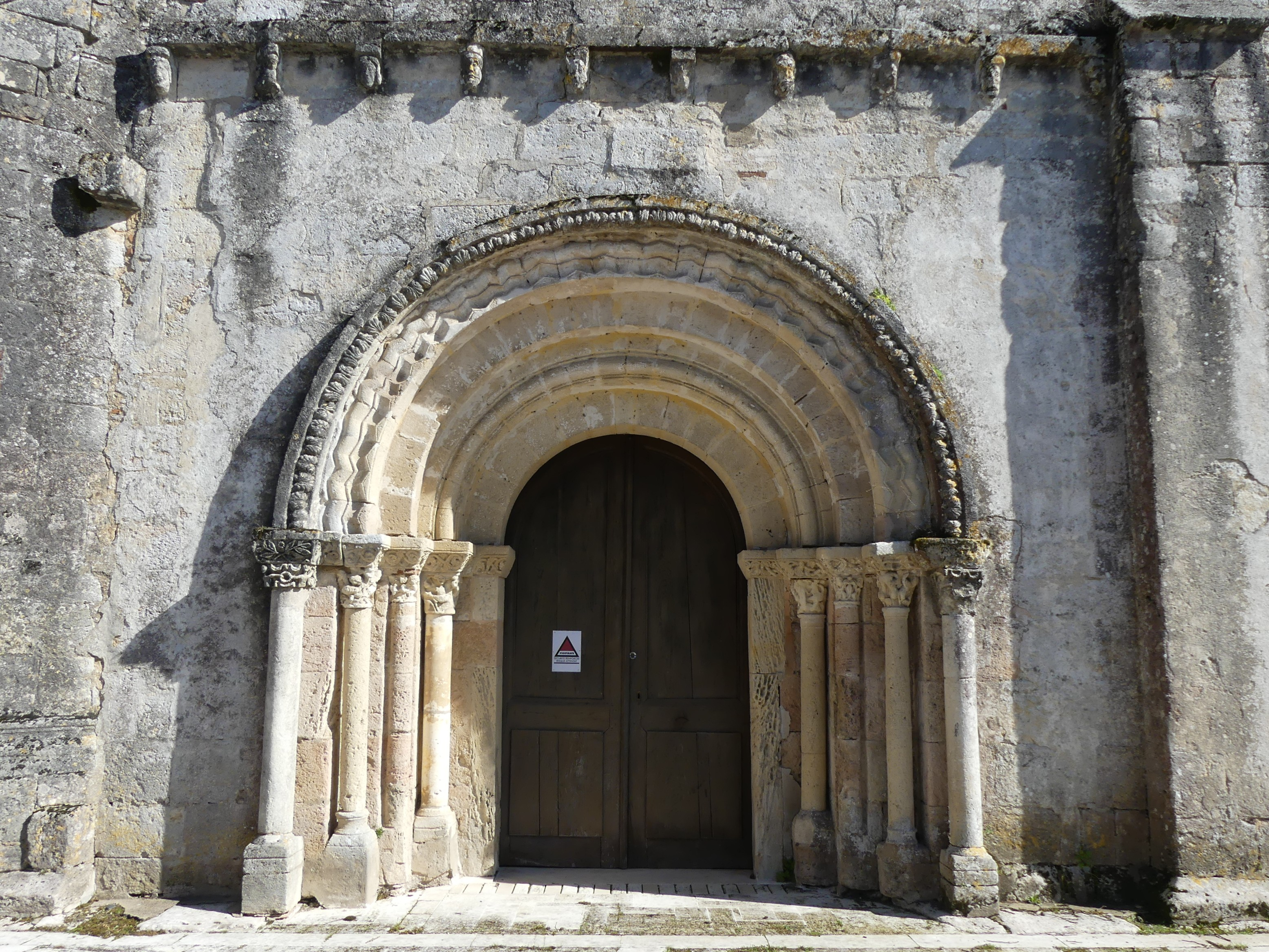
Son portail.
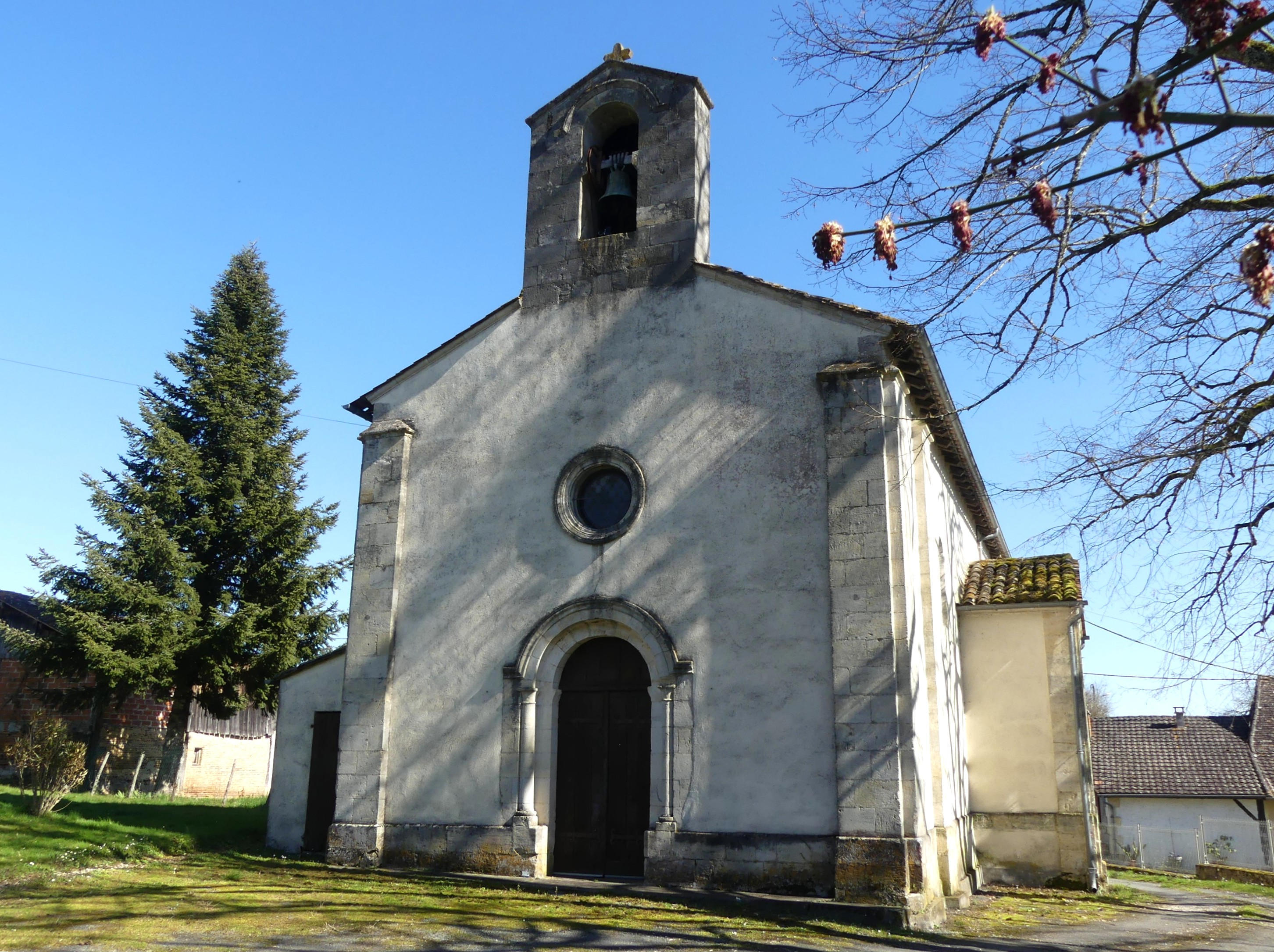
L'église de Montignac.
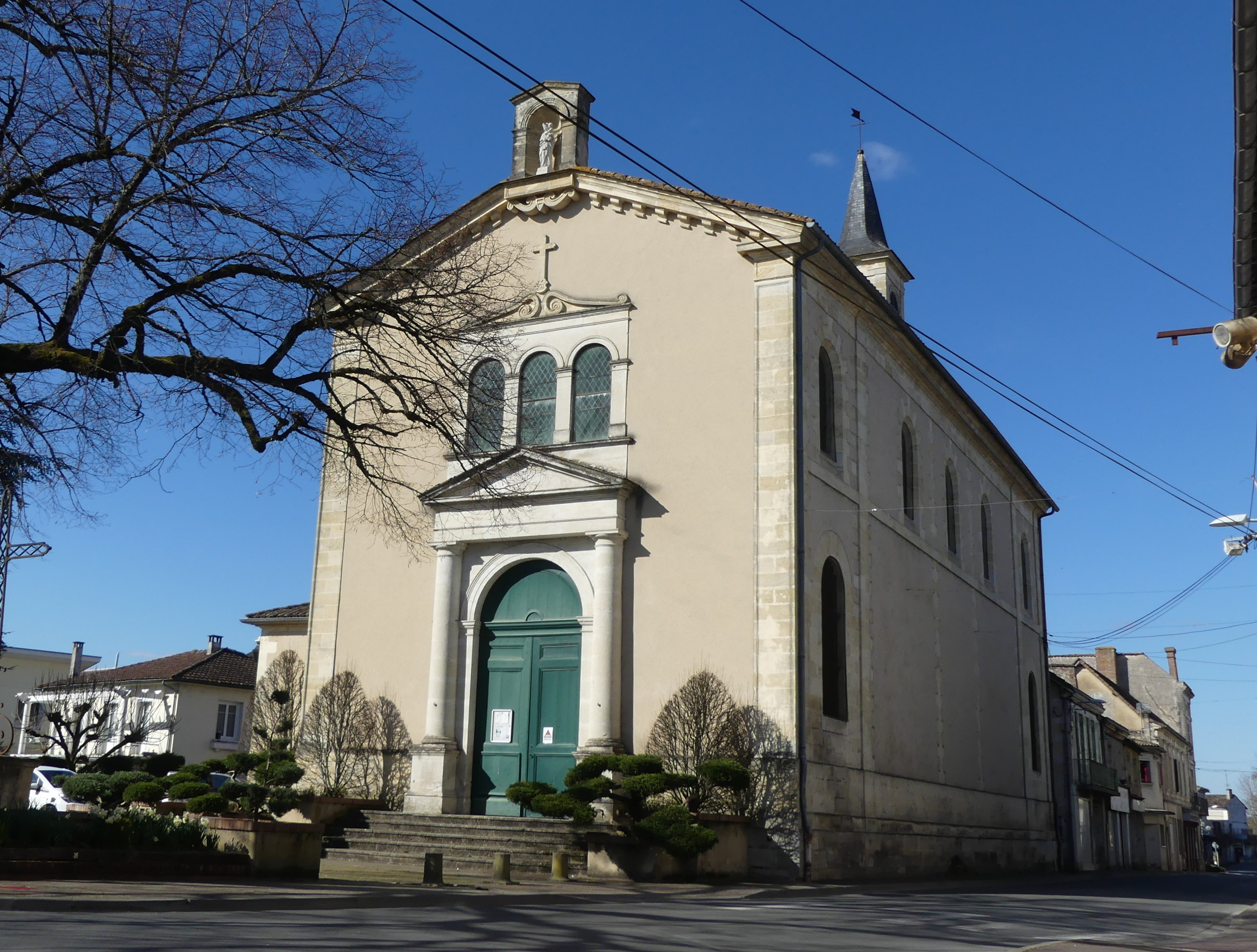
L'église de Montpon.

### Refuge animalier de la fondation Brigitte-Bardot
À la suite d’un legs en 2007 comportant la charge de créer un refuge animalier, la fondation Brigitte-Bardot installe en 2017 un refuge pour animaux de ferme et animaux domestiques à Montpon-Ménestérol,.

### Personnalités liées à la commune

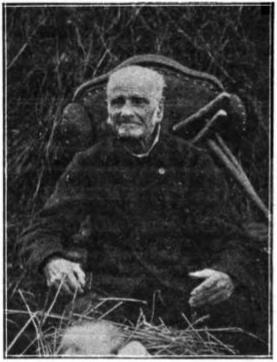
Jean Pignot, considéré comme le doyen des Français en 1906.

- Gabriel Peyruchaud (1745-1792), avocat, homme politique né à Monpont, député du tiers état aux États généraux de 1789.
- François Lamarque (1753-1839), né à Ménestérol et mort à Montpon, homme politique, député au Conseil des Cinq-Cents.
- Jean Pignot (1800-1906), tailleur de pierre mort à Montpon, était considéré comme le doyen des Français en 1906[144].
- Aurélien Jules Brugère (1841-1922), député de la Dordogne, né et mort à Montpon.
- Roger Chapelet (1903-1995), peintre officiel de la Marine française, a suivi ses études primaires à Montpon[145].
- Jehan Eyère (1915 - 2000), photographe, cinéaste, correspondant de presse, créateur d'évènements culturels dont la Compagnie des tréteaux de l'Isle, co-créateur du Salon des Arts et des Concerts spirituels avec Roger Chapelet[114].
- Roland Clée (1920-1989). Résistant très engagé[146].
- Francis Chapelet (1934), fils de Roger Chapelet, organiste international, a rassemblé une collection de six orgues à Montpon-Ménestérol[137].
- Philippe Boggio (1950-2024), journaliste et écrivain français, né à Montpon.
- Christophe Robert (1964), ancien footballeur professionnel, né à Montpon.
- Mickaël Delage (1985), coureur cycliste ayant débuté au club de l'Union Cycliste Montponnaise.

### Héraldique
Pour un article plus général, voir Armorial des communes de la Dordogne.
| Blason de Montpon-Ménestérol | Blason  | Écartelé, au 1er de France ancien, au 2d de gueules à la herse sarrasine d'argent et au chef d'azur chargé de trois fleurs de lis d'or, au 3e de gueules à trois lionceaux couronnés d'or, au 4e contre-écartelé au 1) et 4) d'or à trois pals de gueules, au 2) et 3) d'or à deux vaches de gueules passant l'une sous l'autre ; sur le tout d'azur au paon rouant d'argent sur un mont de sinople. |
| Blason de Montpon-Ménestérol | Détails | Armes parlantes (mont et paon). Le statut officiel du blason reste à déterminer. |

## Pour approfondir